# معاملة المثليين في البرازيل
تعدّ حقوق المثليين والمثليات ومزدوجي التوجه الجنسي والمتحولين جنسياً (اختصاراً: LGBT) في البرازيل من بين الأكثر ليبرالية على مستوى كل من أمريكا الجنوبية والعالم. يكفل القانون البرازيلي حق الزواج للأفراد المثليين على الصعيد الاتحادي منذ مايو عام 2013، وهذا بالرغم من التحديات الاجتماعية العديدة التي لا يزال مجتمع المثليين يواجهها.
في 5 مايو عام 2011، صوتت المحكمة الفيدرالية العليا لصالح منح الشركاء المثليين مئة واثنتا عشر حقًا قانونيًا مثل الأزواج. تمت الموافقة على هذا الحكم في حكم أصدره 10 قضاة صوتوا لصالحه مقابل عدم حكم أي قاض ضد ومع امتناع قاض واحد عن التصويت (10-0-1) - امتنع قاضٍ واحد عن التحدث علنًا لصالح الاتحادات المثلية حيما كان مدعيًا عامًا. منح هذا الحكم الشركاء المثليين الداخلين في شراكات مستقرة نفس الحقوق المالية والاجتماعية التي يتمتع بها أولئك الشركاء يعيشون في علاقات مغايرة. وبناءً على ذلك، في 14 مايو 2013، صادق المجلس الوطني للعدل البرازيلي على زواج المثليين في البلاد بأكمله في حكم أقره 14 قاضيا لصالح مقابل حكم قاض واحد ضد (14-1) عن طريق إصدار حكم يأمر جميع السجلات المدنية في البلاد بأداء زواج المثليين وتحويل أي اتحاد مدني قائم إلى زواج إذا رغب الأزواج في ذلك. قال خواكيم باربوسا، رئيس مجلس العدل والمحكمة الاتحادية العليا آنذاك، في القرار أن كتّاب العدل لا يمكنهم الاستمرار في رفض "أداء حفل زفاف مدني" أو رفض تحويل اتحاد مدني مستقر إلى زواج المثليين". تم نشر الحكم في 15 مايو ودخل حيز التنفيذ بتاريخ 16 مايو عام 2013. في 13 يونيو 2019، صوتت المحكمة العليا البرازيلية لجعل التمييز على أساس التوجه الجنسي والهوية الجندرية جرائم جنائية يعاقب عليها القانون على غرار العنصرية.
توسعت حالة حقوق المثليين في البرازيل منذ انتهاء عهد الديكتاتورية العسكرية في البلاد عام 1985، واعتماد دستور جديد عام 1988. في عام 2009، وجدت دراسة استقصائية أجريت في عشرة مدن برازيلية أن نسبة 7.8% من الرجال يُعرّفون أنفسهم على أنهم مثليو الجنس مع تمثيل الرجال مزدوجي التوجه الجنسي لنسبة 2.6% أخرى من مجموع السكان (ليصبح المجموع 10.4%). وبلغت نسبة السكان من مثليات الجنس 4.9% مع تمثيل النساء مزدوجات التوجه الجنسي لنسبة 1.4% (ليصبح المجموع 6.3%). لا توجد إحصائيات على مستوى كامل البرازيل.
وفقًا لموسوعة غينيس للأرقام القياسية فإن مسيرة فخر ساو باولو للمثليين تعدّ أكبر احتفال للمثليين في العالم أجمع، حيث حضرها ما يناهز أربعة ملايين مشارك في عام 2009 ووصل عدد المشاركين إلى حوالي خمسة ملايين مشارك في عام 2013. بلغ عدد الشركاء والأزواج المثليين الذين يعيشون معًا 60,002 نسمة وفقًا للتعداد الرسمي البرازيلي لعام 2010. يوجد في البلاد حوالي 300 منظمة نشطة للمثليين.
وفقًا لاستطلاع داتافولها لعام 2017، فإن نسبة البرازيليين الذين يعتقدون أنه يجب قبول المثلية الجنسية من قبل المجتمع قد ارتفعت من 64% في عام 2014 لتصل إلى نسبة 74% في عام 2017. ومع ذلك فقد تم الإبلاغ عن أن البرازيل لديها أعلى معدل لقتل المثليين في العالم حيث سجلت أكثر من 380 جريمة قتل استهدف فيها أشخاص من المثليين والمثليات في عام 2017 وحده، وكان هذا بزيادة قدرها 30% بالمقارنة مع عام 2016. وسجلت البرازيل في نفس العام أيضًا أعلى معدل جرائم قتل في تاريخ البلاد على الإطلاق وصل مجموعه إلى 63,880 جريمة قتل.

## التسلسل الزمني لتاريخ المثليين في البرازيل

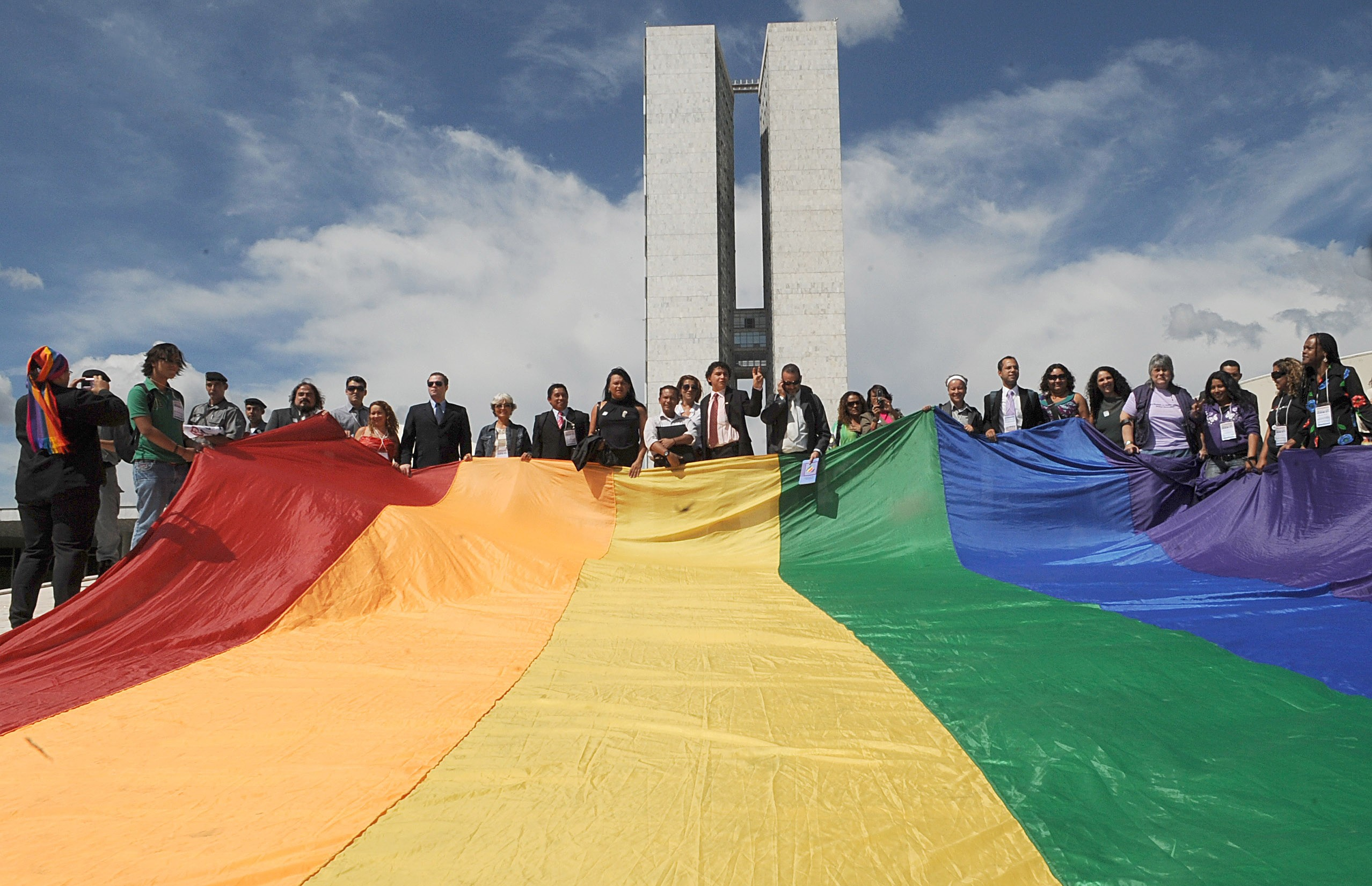
احتجاج أمام المجلس الوطني البرازيلي في برازيليا

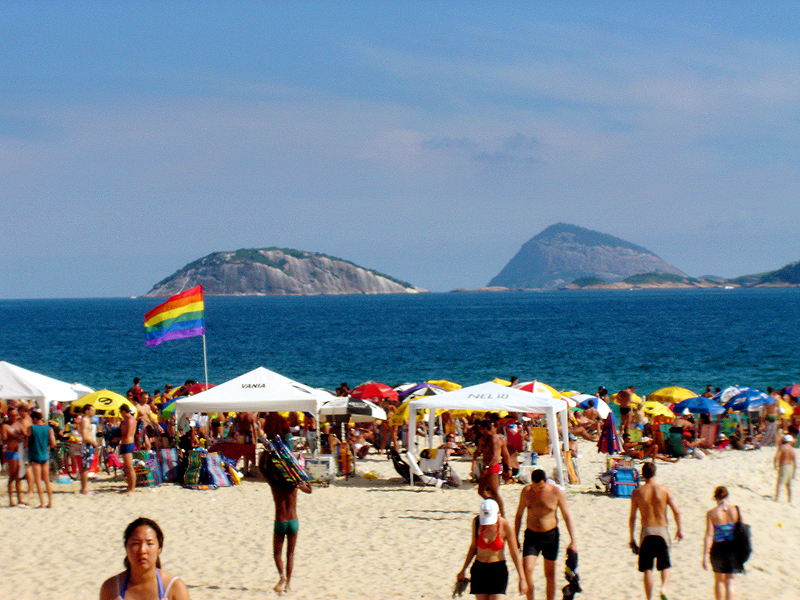
جزء المثليين من شاطئ إيبانيما في ريو دي جانيرو

- 1830: وقع بيدرو الأول إمبراطور البرازيل قانون العقوبات الإمبراطوري. الذي ألغى جميع الإشارات إلى السدومية.[26]
- 1979: تم إطلاق «أو لامبياو» (بالبرتغالية: O Lampião‏)، وهي مجلة للمثليين، بمشاركة العديد من المؤلفين المشهورين، مثل جاو سيلفيريو تربفيسان وأغوينالدو سيلفا ولويز موت. وبقية المجلة لمدة عام واحد فقط.
- 1980: تأسست منظمة المثليين في باهيا (بالبرتغالية: Grupo Gay da Bahia‏)، أقدم منظمة لحقوق المثليين في البرازيل، في سالفادور، بالتعاون مع «منظمة سوموس» SOMOS ، وهي منظمة أخرى في مدينة ساو باولو.
- 1989: تم توقيع دساتير ولايتي ماتو غروسو، وسيرغيبي. والتي تحظر صراحة التمييز على أساس التوجه الجنسي.[27][28]
- 1995: اقترحت عضوة الكونغرس مارتا سوبليسي مشروع القانون رقم 1151 بشأن الاتحادات المدنية.
- 1997: تم نشر مجلة مجلة تجي (بالبرتغالية: G Magazine‏)، وهي أول مجلة شهيرة موجهة للمثليين، وتمتعت بتوزيع وطني كبير حتى صدورها النهائي في عام 2013.
- 2004: بدأت ولاية ريو غراندي دو سول في السماح للشركاء المثليين بتسجيل الاتحادات المدنية في كاتب عدل للقانون المدني بعد صدور قرار قضائي في مارس 2004.[29]
- 2006: تم أول تبني للمثليين من قبل شريكين مثليين من ولاية ريو غراندي دو سول.[30]
- 10 يونيو 2007: في نسخته الحادية عشرة، حطمت مسيرة فخر ساو باولو للمثليين رقمها القياسي باعتبارها أكبر مسيرة للمثليين في العالم وجذبت 3.5 مليون شخص.[31]
- '2007: (25 يونيو) وقعت قضية ريشارليسون التي قُدم فيها قاضٍ إلى المجلس العدلي في ساو باولو لقوله في المحكمة أن كرة القدم هي «رياضة ذكورية وليست رياضة مثليّة». ومع ذلك، بعد ذلك، اعتذر القاضي نفسه وقرّر إلغاء القرار الذي كتبه.[32]
- 2008: تم عقد مؤتمر وطني للمثليين. كان هذا الحدث، وهو الأول في العالم الذي تنظمه الحكومة، نتيجة لمطالب المجتمع المدني ودعم الحكومة البرازيلية لحقوق المثليين.[33]
- 2010: في محاكمة تاريخية، أقرت محكمة العدل العليا للدرجة الرابعة في البرازيل، بالإجماع، بأن لدى الأزواج والشركاء المثليين الحق في تبني الأطفال.[34][35][36][37]
- 2011: (في 5 مايو) مددت المحكمة الفيدرالية العليا بالإجماع الاتحادات المستقرة (بالبرتغالية: união estável‏) للشركاء المثليين في جميع أنحاء البلاد من خلال إعادة تعريف التعريف المدني للأسرة وتوفير 112 حقًا لهؤلاء الشركاء. تمديد الزواج لم يناقش في هذا القرار.
- 2011: (في 27 يونيو) تم تحويل أول اتحاد مدني مثلي إلى زواج مثلي في البرازيل. تم التحويل من قبل قاضي ساو باولو. منذ هذه القضية، تم تحويل العديد من الاتحادات المدنية الأخرى إلى حالات زواج كاملة.[38]
- 2011: (في 25 أكتوبر) أعلنت محكمة العدل العليا أن الاتحاد القانوني لامرأتين يمكن الاعتراف به كزواج. بشكل مختلف عن «السابقة القضائية» التي أصدرتها المحكمة العليا في الولايات المتحدة، فإن قرار المحكمة العليا لن يصل إلا إلى مؤلفي الطلب، لكنه يمثل سابقة يمكن اتباعها في قضايا مماثلة.[39]
- 2013: (في 14 مايو) شرع المجلس الوطني للعدل في البرازيل زواج المثليين في جميع أنحاء البلاد في حكم 14 قاضيا لصالح مقابل حكم قاض واحد ضد (14-1) عن طريق إصدار حكم يأمر جميع السجلات المدنية في البلاد بأداء زواج المثليين وتحويل أي اتحادات مدنية قائمة إلى زواج إذا كان هذا الزوجان يرغبان في ذلك.
- 2018: (في 1 مارس)، قضت المحكمة العليا البرازيلية بأنه يجوز للأشخاص المتحولين جنسياً تغيير جنسهم القانوني دون الخضوع لعملية جراحية أو العلاج الهرموني أو تلقي تشخيص طبي.
- 2018: (في أكتوبر)، في أعقاب الانتخابات العامة البرازيلية 2018، تم انتخاب فابيانو كونتاراتو كأول سناتور مثلي الجنس علنا وإريكا مالونغوينو كأول نائبة متحولة جنسيا.[40]
- 2019: (في 1 فبراير)، قام ديفيد ميراندا، وهو نائب مثلي الجنس أسمر البشرة، بأخذ مكان النائب المثلي جان ويليس، بعد أن أعلن ويليس في يناير 2019 أنه غادر البلاد بسبب تهديدات بالقتل. كانت هذه هي المرة الأولى التي يتم فيها استبدال نائب مثلي بنائب مثلي آخر في البرازيل.[41]
- 2019: (في 23 مايو)، حكمت المحكمة العليا البرازيلية بأن التمييز على أساس التوجه الجنسي والهوية الجندرية يعد جريمة مثل العنصرية.[17]

## الاعتراف القانوني بالعلاقات المثلية

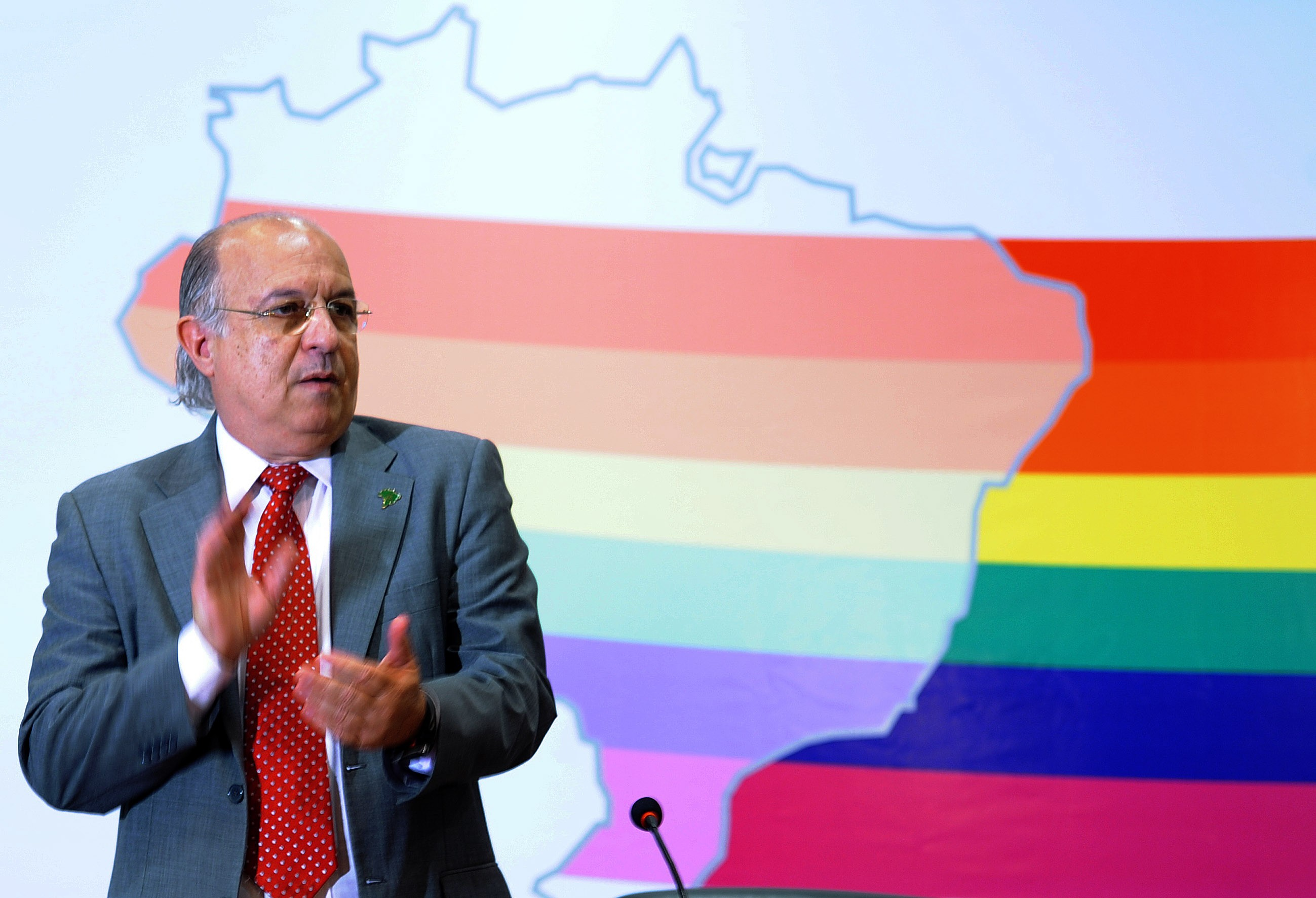
باولو فانوتشي، وزير الأمانة الخاصة لحقوق الإنسان، الذي يعزز حقوق المثليين في مارس 2009

في 14 مايو 2013، أقر مجلس العدل الوطني بالبرازيل زواج المثليين (بالبرتغالية: casamento homoafetivo، أيضا يسمى casamento gay, casamento igualitário‏) في جميع أنحاء البلاد في حكم 14 قاضيا لصالح مقابل حكم قاض واحد ضد (14-1) عن طريق إصدار حكم يأمر جميع السجلات المدنية في البلاد بأداء زواج المثليين وتحويل أي اتحادات مدنية قائمة إلى زواج إذا كان هذا الزوجان يرغبان في ذلك. وقال خواكيم باربوسا، رئيس مجلس العدل وأعلى محكمة في القانون الدستوري في البرازيل - المحكمة الفيدرالية العليا - في القرار أن كتاب العدل لا يمكنهم الاستمرار في رفض «إجراء حفل زفاف مدني أو تحويل اتحاد مدني مستقر إلى زواج المثليين.»
في 16 كانون الأول/ديسمبر 2003، أعلنت البرازيل أنها ستعترف بالاتحادات القانونية المثلية التي تُجرى في الخارج لأغراض الهجرة. يمكن للأزواج المتزوجين في بلدان أخرى استخدام شهادة الاتحاد الخاصة بهم للتقدم بطلب للحصول على استحقاقات الهجرة إلى البرازيل. كان هذا أول إجراء قانوني للاعتراف القانوني بالعلاقات المثلية.
تعامل الاتحادات المدنية كزواج من القانون العام وفي بعض الحالات يكون الأزواج الباقون على قيد الحياة قادرين على المطالبة بأموال المعاش من الميت. توفر البرازيل معظم فوائد الزواج للشركاء المثليين كالتي يتم توفيرها من خلال القانون العام للولايات المتحدة.
وفقًا لمجموعة المثليين في باهيا - يعترف المعهد الوطني للضمان الاجتماعي بالاتحادات المستقرة كوسيلة لمشاركة الميراث وتلقي معاش تقاعدي، إلخ.
في البرازيل، توجد العديد من الاتحادات المسجلة قانونًا بين المثليين. 15 عواصم ولاية برازيلية أسست أيضا سجل لاتحادات المثليين. في عام 2009، سجل أحد مكاتب مدينة ساو باولو 202 اتحادات مستقرة مثلية. تمنح الاتحادات المستقرة العديد من الحقوق القانونية، مثل الحق في الاعتراف بها كزوجين في القضايا القانونية، والملكية المشتركة للممتلكات التي يتم الحصول عليها بشكل مشترك، بما في ذلك النفاذية والميراث، والاعتراف بالشريك باعتباره معتمداً في المعهد الوطني للضمان الاجتماعي، على خطط الصحة ومع شركات التأمين. يشمل أيضًا الحق في تحويل الحساب المصرفي لأحد الشركاء إلى الآخر في حالة وفاة أو مرض صاحبه.
يمكن تسجيل اتحادات الأمر الواقع في كاتب عدل في القانون المدني في جميع أنحاء البلاد (توجد قوانين محددة بشأنه في ريو غراندي دو سول ورورايما وبياوي، لكن الحق فيدرالي ويمكن التسجيل في أماكن أخرى أيضًا).
قبل تشريع زواج المثليين على المستوى الوطني، فاز العديد من الأزواج المثليين من ثنائيي الجنسيات بالحق في العيش بشكل دائم في البرازيل. إحدى هذه الحالات هي حالة زوجين مثليين الذين أجبروا على مغادرة شيكاغو والانتقال إلى البرازيل، حتى يتمكنوا من الالتقاء ببعضهم البعض. فاز المواطن الأمريكي والمقيم السابق من شيكاغو، كريس بوهلاندر، بالحق في العيش بشكل دائم في البرازيل مع شريكه زيمير ماغالهايس. غادر الزوجان شيكاغو قبل ثلاث سنوات للعيش معًا في غويانيا. سمح قاض برازيلي لبولاندر بالحصول على تأشيرة إقامة دائمة، والتي عادةً ما تُمنح فقط للزوجة الأجنبية للبرازيلي، بناءً على اتحادها المدني، والذي تم الاعتراف به من قِبل قاض في غوياس في البرازيل في عام 2008. في البرازيل، اعتبر فوز الزوجين أمرًا مهمًا، لا سيما وأن الحكم يستند إلى الحقوق والحماية الأساسية التي تضمنها جميع البرازيليين بموجب دستور البلاد.

### حقوق الشركاء المثليين
تم اقتراح مشروع قانون في المجلس الوطني البرازيلي في عام 1995 لتغيير القانون الاتحادي والسماح بالاعتراف بالاتحادات المثلية ولكنه واجه معارضة قوية ولم يتم التصويت عليه. منذ أواخر التسعينيات، تم منح العديد من الحقوق للشركاء المثليين. تم تحديد الأزواج من نفس الجنس ليكونوا شركاء في الواقع من قبل محكمة العدل العليا في عام 2006. وقد أعطى هذا بعض الحقوق للشركاء المثليين من خلال الاتحادات المستقرة.
اعترفت العديد من القرارات القضائية المستقلة في البرازيل منذ عام 1998 بالشراكات المثلية في هذه الفئة بموجب القانون العام ومنحت مختلف الحقوق للأفراد المعنيين. لا يوجد تعريف أو إجماع فعلي على ما يشكل اتحادًا مستقرًا. في ولاية ريو دي جانيرو، يحصل الشركاء المثليون لموظفي الحكومة على نفس المزايا التي يحصل عليها الأزواج. في ولاية ريو غراندي دو سول في المنطقة الجنوبية، قرر القضاة أنه ينبغي الاعتراف بالعلاقات المثلية قانونًا. جميع القضاة وقضاة السلام ملزمون الآن بالموافقة على النقابات المدنية المعروفة باسم «الاتحادات المدنية» (بالبرتغالية: União Civil‏) «بين الأشخاص ذوي العقل السليم وتوجه جنسي مستقل» في الولاية.

## تبني المثليين للأطفال
يحدث تبني المثليين للأطفال في البرازيل لأن القوانين البرازيلية لا تحظره على وجه التحديد، ولا يمكن حظرها لأن هذه القوانين ستعتبر غير دستورية. وبالتالي، أصدر العديد من القضاة أحكامًا مؤيدة لتبني المثليين للأطفال.
في عام 2010، في محاكمة تاريخية، أقرت محكمة العدل العليا للدرجة الرابعة في البرازيل، بالإجماع، بأن الأزواج المثليين لهم الحق في تبني الأطفال. ناقشت المحكمة، المؤلفة من خمسة قضاة، قضية امرأتين منحتا حق التبني من قبل محكمة ريو غراندي دو سول الفيدرالية. لكن النيابة العامة للدولة طعنت لمحكمة العدل العليا للدرجة الرابعة في البرازيل. رفضت المحكمة طلب المدعي العام، قائلة إنه في مثل هذه القضايا، يجب احترام إرادة الطفل. وقال المراسل لويس فيليبي سولومون «هذه المحاكمة تاريخية لأنها تمنح كرامة الإنسان وكرامة القاصرين والسيدات. نحن نؤكد أن هذا القرار هو التوجه قال الوزير جواو أوتافيو دي نورونها إنه في مثل هذه القضايا، يجب أن تخدم دائمًا مصالح الطفل، والتي يتم تبنيها». ووضع قرار محكمة العدل العليا سابقة قضائية تسمح للأزواج والشركاء المثليين بتبني وحضانة الأطفال.
| « | "بالنسبة للمحامي أدريانا غالفاو ، مستشارة "نقابة المحامين في البرازيل" (بالبرتغالية: "Ordem dos Advogados do Brasil"‏)، وجزء من مجموعة الدراسة التابعة للمؤسسة حول التنوع الجنسي، فإن الحكم يدل على تقدم قانوني واجتماعي أيضًا. وقالت: "لقد كان تفسيراً جديداً. وجدت المحكمة العليا أن بإمكانها كسر النماذج وإثبات أن القضاء يحاول فتح رؤيتهم لواقعنا الاجتماعي من أجل ضمان حقوق الناس". | » |

في عام 2010، أصدر الوزير ماركو أوريليو ميلو، من المحكمة الفيدرالية العليا في البرازيل قرارًا لصالح زوجتين مثليتبن إنجليزية-برازيلية في ولاية بارانا، مما سمح للزوجين بتبني أي طفل، بغض النظر عن عمر أو جنس الطفل. يفتح قرار المحكمة الفيدرالية العليا الطريق أمام الشركاء المثليين للحصول على نفس الحقوق في البلاد.

## الحماية من التمييز
ولايات البرازيل ممنوعة من إنشاء القوانين التمييزية، وفقا للدستور الوطني. وقد ساهم ذلك في سن الاتحادات المدنية، وزواج المثليين، وتبني المثليين للأطفال، وقوانين تغيير الجنس وقوانين مكافحة التمييز بين الولايات والمدن، من بين أمور أخرى.
الصور التقليدية للرجولة في أمريكا اللاتينية ورهاب المثلية تتغير الآن أن الحقوق الفردية، بما في ذلك حق الفرد وفقا لتوجهه الجنسي، تتمتع بحماية القانون. اعتمدت البرازيل دستورًا ليبراليًا في عام 1988، وتواصل توفير المزيد من الحماية لجميع مواطنيها. بعد فترة وجيزة من انتخاب لويس إيناسيو لولا دا سيلفا رئيسًا للبرازيل اتخذت العديد من الولايات تدابير جدية تضمن عدم التمييز ضد أي شخص بسبب توجهه الجنسي. في عام 2003، كان التمييز على أساس التوجه الجنسي محظورًا في 73 قانونًا بلديا. تم سن الأحكام لاحقًا في قوانين ولوائح ولايات أكري (2017)، ألاغواس (2001/13)، أمابا (2009)، الأمازون (2006)، باهيا (2007/14)، في المقاطعة الفدرالية البرازيلية (1997/2017)، سيارا (2009/14)، إسبريتو سانتو (2012/16)، غوياس (2008)، ماتو غروسو (1989/17)، ماتو غروسو دو سول (2005)، مارانهاو (2006)، ميناس غيرايس (2002)، بارا (2007)، بارايبا (2003/17)، بارانا (2013)، بيرنامبوكو (2012/13)، بياوي (2004/17)، ولاية ريو دي جانيرو (2000/10)، ريو غراندي دو نورتي (2007)، ريو غراندي دو سول (2002/16)، روندونيا (2018)، رورايما (2013)، سانتا كاتارينا (2002)، ولاية ساو باولو (2001)، سيرغيبي (1989)، وتوكانتينس (2013). هذه السياسات تختلف من ولاية إلى أخرى. تدرج بعض الولايات (ألاغواس، باهيا، المقاطعة الفدرالية البرازيلية، سيارا، إسبريتو سانتو، ماتو غروسو، بارا، سانتا كاتارينا، وسيرغيبي) التوجه الجنسي بين أسس عدم التمييز في دساتير ولاياتهم. كما أنشأت عدة ولايات فرق عمل ولجان عامة للتحقيق في تقارير التمييز. المحظورات القانونية للتمييز ضد المتحولين جنسيا تختلف من ولاية إلى أخرى. قامت العديد من الدول بسن الحماية للهوية الجندرية في نفس الوقت مع التوجه الجنسي، بينما فعلت ولايات أخرى ذلك بعد بضع سنوات. في عام 2019، لا تزال كل من ولايات أمابا وميناس غيريايس وبارا وسانتا كاتارينا وسيرغيبي دون أي قوانين تشمل التمييز ضد المتحولين جنسياً.
| « | "... يجب أن يشتمل القانون على عقوبات ذات طابع إداري واقتصادي ومالي للكيانات التي تميز على أساس الأصل القومي أو العرق أو اللون أو الجنس أو السن أو الحالة الزواجية أو المعتقد الديني أو التوجه الجنسي أو المعتقدات السياسية أو الفلسفية أو أي شيء آخر الوضع، بغض النظر عن التدابير القضائية المنصوص عليها في القانون." | » |

| « | "تضمن الولاية والبلديات، داخل أراضيها وفي حدود اختصاصها، ضمان الحقوق والمبادئ الاجتماعية المنصوص عليها في الدستور الاتحادي وفي المعاهدات الدولية السارية في [البرازيل]، بما في ذلك تلك المتعلقة بالمدن والعمال الريفيين والموظفين العموميين، وكذلك حظر التمييز القائم على المعتقد الديني أو التوجه الجنسي." | » |

| « | "لا يجوز التمييز ضد أي شخص أو إلحاق الأذى به بسبب الولادة أو العمر أو العرق أو اللون أو الجنس أو الخصائص الجينية أو الحالة الزوجية أو العمل في الريف أو الحضر أو الدين أو المعتقدات السياسية أو الفلسفية أو التوجه الجنسي أو البدني أو المناعي أو الحسي أو الإعاقة العقلية، وفقا للدستور الاتحادي." | » |

في 30 نوفمبر 2000، أصدر مجلس مدينة نيتيروي، في ولاية ريو دي جانيرو، مرسومًا يحظر التمييز على أساس التوجه الجنسي في الأماكن والمؤسسات العامة وكذلك في الأعمال التجارية. لدى العديد من المدن والولايات البرازيلية تشريعات مناهضة للتمييز تتضمن صراحة التوجه الجنسي. بعضها ينص على عقوبات محددة لأولئك الذين يمارسون التمييز.
في عام 2007، أصدرت وزارة العمل والتشغيل الأمر التنفيذي (بورتاريا) رقم 41/2007، الذي يحظر على أرباب العمل طلب الوثائق أو المعلومات المتعلقة بحياة الموظف الجنسية.
وجدت دراسة استقصائية لعام 2008 أن 70% من البرازيليين يؤيدون حظر التمييز ضد مجتمع المثليين. حسب التقسيم على أساس الديانة، أيد 54% من الإنجيليين، بدعم حظر التمييز، في حين أعرب 70% من الكاثوليك و 79% من الملحدين عن تأييدهم لذلك. وكان أولئك الذين تتراوح أعمارهم بين 16 و 30 عامًا أكثر ميلًا لدعم التشريعات التي تحظر التمييز ضد مجتمع المثليين.
في عام 2019، لا يزال القانون الفيدرالي لمكافحة التمييز في انتظار الموافقة عليه مجلس الشيوخ الاتحادي للبرازيل. لا يحتوي الدستور الفيدرالي على أي قوانين محددة بشأن التمييز على أساس التوجه الجنسي، ولكن لديه مادة عامة مناهضة للتمييز يمكن اعتبارها تشمل مثل هذه الحالات. يتم استخدام هذه الحقيقة باستمرار من قبل معارضة قانون مكافحة التمييز لإظهار أنه ليست هناك حاجة لقوانين محددة. غير أن المدافعين عن القانون الجديد يجادلون بأنه بدون تعيين واضح، سيظل هذا إلى حد ما جريمة أقل خطورة. يجادل بعض أعضاء مجلس الشيوخ الكاثوليك والبروتستانت المحافظين بأن القانون سيكون بمثابة عدوان على الحرية الدينية التي يمنحها الدستور. قالت السناتورة فاطمة كليدي (عن حزب العمال البرازيلي - عن ولاية روندينا) إنه يجب الموافقة على القانون لأن «البلاد لديها العلامة المأساوية المتمثلة في قتل المثليين جنسياً كل يومين». انتقد القس الإنجيلي والسيناتور مارسيلو كريفيلا (عن حزب الجمهوريين البرازليين - ولاية ريو دي جانيرو) النص، قائلا ان مجتمع المثليين الحصول على الحماية التي «ينبغي أن تعطي للنساء وكبار السن والأطفال.» في مارس 2018، أقرت لجنة الدستور والعدالة بمجلس الشيوخ قانون مكافحة التمييز الفيدرالي. سوف يحتاج مشروع القانون إلى موافقة مجلس الشيوخ ومجلس النواب الكامل قبل أن يصبح قانونًا.
في فبراير 2019، بدأت المحكمة الفيدرالية العليا البرازيلية إجراءات لتجريم رهاب المثلية الجنسية ورهاب التحول الجنسي. أصدرت المحكمة حكمها في 23 مايو، بتجريم رهاب المثلية الجنسية ورهاب التحول الجنسي بموجب «قانون مكافحة العنصرية» في البلاد (بالبرتغالية: Lei do Crime Racial - Lei n.º 7.716/1989‏). صوت 6 من قضاة المحكمة العليا البالغ عددهم 11 لصالح هذا الإجراء، بينما مُنح القضاة الخمسة الآخرون مزيدًا من الوقت لاتخاذ قرارهم. في نهاية المطاف، في 13 يونيو، أصدرت المحكمة العليا حكمها النهائي، في حكم 8 قضاة لصالح ذلك مقابل 3 قضاة ضد (8-3). وصف القاضي «لويس فو» جرائم المعادية للمثليين بأنها «مثيرة للقلق» و «وباء».

### في المدارس
وضعت العديد من الولايات والمدارس إرشادات وسياسات بخصوص الطلاب من مجتمع المثليين. وتشمل هذه، من بين أمور أخرى، منع وحظر التنمر، وخلق برامج الدعم واستخدام الاسم المفضل للطلاب والتلاميذ المتحولين جنسيا.
في أغسطس 2018، ألغت المحكمة الفيدرالية العليا قانون بالماس، الذي يحظر «الدورات الجنسية والجندرية» في المدارس.

## الهوية الجندرية والتعبير عنها

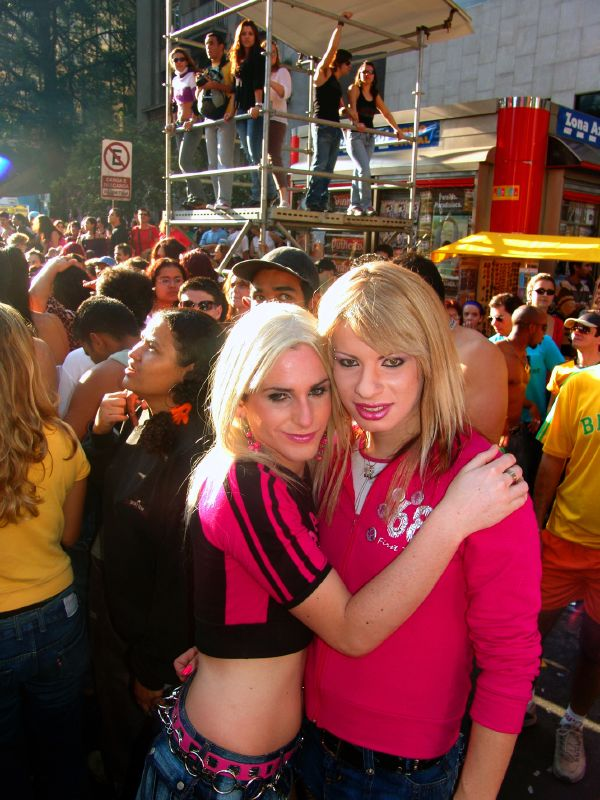
ترافيستي برازيليون

في حين أن مصطلح المتحولين جنسيا كما هو مستخدم في الولايات المتحدة وأوروبا أصبح يشمل جميع الأفراد الذين يتحولون جنسيا، بما في ذلك المتحولين جنسيا من الإناث إلى الذكور، والدراغ كوينز والدراغ كينغز، والأفراد ثنايئو جنس، في البرازيل تتألف الظاهرة الاجتماعية للمتحولين (بالبرتغالية: "transgênero"‏) إلى حد كبير من الأفراد الذين تم تحديدهم كذكور عند الولادة ويعرفون عن أنفسهم بأنهم نساء. تنقسم النساء المتحولات جنسياً في البرازيل إلى فئتين: ترافيستي (بالبرتغالية: "travestis"‏) والمتحولين جنسيا، على الرغم من أنهما مصطلحان يتم استعمالهما بالتبادل بالنسبة للبرازيليين. إلى الحد الذي يصر فيه الأخيرون على تمييز أنفسهم عن المتحولين جنسياً، فذلك لأن المتحولين جنسياً يعتبرون أنهم ولدوا في الجسم الخطأ، في حين أن ترافيستي لا يواجهون صراعات داخلية عميقة فيما يتعلق بأجسامهم الذكور.
سوق العمل الرسمي مغلق إلى حد كبير أمام المتحولين جنسياً. أقلية صغيرة للغاية من المتحولين جنسيا لديهم تعليم جامعي أو مؤهلات مهنية. فيما عدا بعض الاستثناءات، فإن المهن الوحيدة المفتوحة لهم هي التمريض والخدمة المنزلية وتصفيف الشعر وترفيه المثليين والدعارة. في بعض الحالات، حتى أولئك الذين يعملون كمصففي شعر وفنانين ملهى ليلي مثلي وخدم منزليين يعملون أيضًا في مجال الجنس. في المناطق الوسطى والشمالية والشمالية الشرقية من البرازيل، يبدأ المتحولون جنسياً من أسر فقيرة للغاية في بعض الأحيان في العمل كبغايا في عمر 12 سنة، خاصةً إذا طردتهم عائلاتهم من المنزل.
في المناطق الجنوبية والجنوبية الشرقية وفي العواصم الكبرى، مثل ساو باولو وريو دي جانيرو، فمن الشائع وجود ترافيستي لا تتجاوز أعمارهن 16 أو 17 يعملون في الشوارع. على الرغم من إدراجها في اختصار البرازيل في النضال من أجل حقوق المثليين، إلا أن المتحولين جنسياً لا يتلقون سوى القليل من التوعية من مجموعات المثليين والمثليات الأكثر شيوعًا. ومع ذلك، توجد منظمات للأشخاص المتحولين جنسياً في العديد من الولايات والمدن البرازيلية. يركز أحد البرامج في ريو دي جانيرو على إعادة دمج ترافيستي في المجتمع من خلال التدريب وفرص العمل.
يوفر نظام الصحة العامة في البرازيل جراحة إعادة تحديد الجنس مجانًا. جادل المدعون العامون الفيدراليون من ولاية ريو غراندي دو سول بأن جراحة إعادة تحديد الجنس تمت تغطيتها بموجب بند دستوري يضمن الرعاية الطبية كحق أساسي. في عام 2007، وافقت المحكمة الفيدرالية الإقليمية الرابعة، قائلة في حكمها أنه «من وجهة نظر الطب الحيوي، يمكن وصف تغيير الجنس بأنه اضطراب في الهوية الجندرية حيث يحتاج الأفراد إلى تغيير تصنيفهم الجنسي أو مواجهة عواقب وخيمة في حياتهم، بما في ذلك معاناة شديدة، تشويه وانتحار».
قالت وزارة الصحة إن الأمر متروك لمسؤولي الصحة المحليين لتحديد من هم المؤهلون للجراحة وما هي الأولوية التي ستعطى لها مقارنة بالعمليات الأخرى داخل نظام الصحة العامة. وقالت الوزارة إنه يجب أن يكون عمر المريض 21 عامًا على الأقل وأن يتم تشخيصه على أنه متحول جنسيًا دون أي اضطرابات أخرى في الشخصية ويجب أن يخضع لإجراء تقييم نفسي لمدة عامين على الأقل. وهو قرار رحب به النشطاء المثليون.
حتى الآن، لم يواجه الإجراء أي معارضة. يوفر نظام الصحة العامة في البرازيل رعاية صحية مجانية لجميع البرازيليين، بما في ذلك مجموعة متنوعة من العمليات الجراحية وأدوية الإيدز المجانية. ولكن الخطوط الطويلة والمرافق سيئة التجهيز تعني أن أولئك الذين يستطيعون تحمل تكاليفها عادة ما يختارون الدفع للمستشفيات والعيادات الخاصة. وقالت وزارة الصحة إنه منذ عام 2000، تم إجراء حوالي 250 جراحة إعادة تحديد الجنس تُعتبر تجريبية في ثلاثة مستشفيات جامعية.

### حكما مارس 2018
صدر حكمان بارزان بشأن حقوق المتحولين في 1 مارس 2018. أولاً، قضت المحكمة الانتخابية العليا بأنه يجوز للأشخاص المتحولين جنسياً الترشح في الانتخابات تحت اسمهم المفضل. أشاد نشطاء المتحولين جنسياً بالقرار، حيث أجريت الانتخابات في أكتوبر 2018. ثانياً، قضت المحكمة العليا البرازيلية بالإجماع بأن الأشخاص المتحولين جنسياً قد يغيرون جنسهم القانوني دون الخضوع لعملية جراحية أو العلاج الهرموني. والتي كانت من قبل من المتطلبات.

## الخدمة العسكرية
لا يوجد قانون يمنع المثليين من الخدمة في القوات المسلحة البرازيلية. لا يمكن أن يكون التوجه الجنسي عقبة أمام دخول قوات الشرطة أو الجيش في البرازيل. جميع الأفعال الجنسية غير مسموح بها بين أفراد القوات، سواء كانت أفعالا جنسية مغايرة أو أفعالا جنسية مثلية.
يحظر دستور البرازيل أي شكل من أشكال التمييز في البلاد. لا تسمح القوات المسلحة البرازيلية بالفرار، الأفعال الجنسية أو التماثل في الجيش، سواء مغايرة أو مثلية. يزعمون أنها ليست قاعدة رهاب المثلية، ولكنها قاعدة الانضباط التي تشمل أيضا المغايرين.
| « | "في عام 2008، أثناء اختفاء زوجين مثليين عسكريين، تحدثت وزارة الدفاع البرازيلية: يجب أن يتم استجواب الرقيب حول الفرار المزعوم من الجيش وليس هناك أي تمييز." قال الجنديان إنهما كانا في علاقة مستقرة لمدة عشر سنوات في الجيش البرازيلي. في عام 2012، تم نشر مذكرة رسمية من قبل القوات المسلحة البرازيلية: "الجيش البرازيلي لا يميز ضد (...) التوجه الجنسي (...)." | » |

في أعقاب قرار المحكمة الفيدرالية العليا لصالح الاتحادات المدنية، كفل وزير الدفاع نيلسون جوبيم امتثال الوزارة للقرار وذكر أنه يمكن منح إعانات الزوجية للشركاء المثليين لأفراد الجيش.
وفقًا لمسح أجراه معهد البحوث الاقتصادية التطبيقية في عام 2012، أيد 63.7% من البرازيليين دخول الأشخاص من مجتمع المثليين في القوات المسلحة البرازيلية.

## علاج التحويل
تم حظر ما يسمى بعلاج التحويل من قبل مجلس علم النفس الفيدرالي منذ عام 1999. في سبتمبر/أيلول 2017، وافق قاضٍ اتحادي في برازيليا على استخدام علاج التحويل من قبل طبيب نفساني «لعلاج» الأشخاص من المثلية الجنسية، وأبطل قرار عام 1999. ومع ذلك، في ديسمبر 2017، قام القاضي نفسه بتغيير قراره، مع إبقاء «الممارسة» محظورة. في يناير 2018، أنشأ المجلس الفيدرالي لعلم النفس معايير الأداء لعلماء النفس فيما يتعلق بالمتحولين جنسياً وترافيستي كما يحظر أي علاج تحويل.

## التبرع بالدم
في السابق، كان الرجال المثليين ومزدوجي التوجه الجنسي ممنوعين من التبرع بالدم في البرازيل. ومع ذلك، استعرضت وزارة الصحة الحظر، للسماح للرجال المثليين ومزدوجي التوجه الجنسي بالتبرع. يمكن للرجال الذين يمارسون الجنس مع الرجال التبرع بالدم بعد عدم ممارسة الجنس في سنة.

## السكان
.
في عام 2010، كشفت دراسة استقصائية أجرتها جامعة ولاية ريو دي جانيرو وجامعة كامبيناس أن 95% من الشباب المثليين في البرازيل الذي بلغ عمر 18 عاما قد صرحوا بالفعل عن ميوله المثلية، مع اعتراف العديد منهم في سن 16. بالنسبة لجيل عقد 1980، فهم يصرحون عادة عن المثلية الجنسية عادة بعد أن بلغوا سن 21 سنة. وانخفض التحامل أيضًا وفقًا لبيانات مسح أجرته شركة إيباوب. وجد الاستطلاع نفسه أن 60% من البرازيليين يعتبرون المثلية الجنسية طبيعية.
في عام 2009، وجدت دراسة استقصائية أجريت في 10 مدن برازيلية أن 7.8% من الرجال يعرفون أنفسهم على أنهم مثليوا الجنس مع تمثيل الرجال مزدوجي التوجه الجنسي ل2.6% أخرى من مجموع السكان (ليصبح المجموع 10.4%). كانت نسبة السكان مثليات الجنس 4.9% مع تمثيل النساء مزدوجات التوجه الجنسي بلغت 1.4% (ليصبح المجموع 6.3%).
كان نسبة 19.3% من السكان الرجال في مدينة ريو دي جانيرو من المثليين ومزدوجي التوجه الجنسي. وكان نسبة 10.2% من سكان مدينة ماناوس من النساء المثليات ومزدوجات التوجه الجنسي.

### حسب النسبة
مدن مختارة للبحث:
| الرتية | المدينة        | نسبة سكان المدينة | السكان من المثليين والمثليات ومزدوجي التوجه الجنسي | السكان من المثليين والمثليات ومزدوجي التوجه الجنسي |
| الرتية | المدينة        | نسبة سكان المدينة | الرتبة                                             |                                                    |
| ------ | -------------- | ----------------- | -------------------------------------------------- | -------------------------------------------------- |
| 1      | ريو دي جانيرو  | 14.30%            | 1                                                  |                                                    |
| 2      | فورتاليزا      | 8.35%             | 3                                                  |                                                    |
| 3      | ماناوس         | 8.35%             | 4                                                  |                                                    |
| 4      | ساو باولو      | 8.20%             | 2                                                  |                                                    |
| 5      | سالفادور       | 8.05%             | 5                                                  |                                                    |
| 6      | برازيليا       | 7.95%             | 6                                                  |                                                    |
| 7      | بيلو هوريزونتي | 6.85%             | 7                                                  |                                                    |
| 8      | كوريتيبا       | 6.55%             | 8                                                  |                                                    |
| 9      | بورتو أليغري   | 5.95%             | 9                                                  |                                                    |
| 10     | كويابا         | 5.65%             | 10                                                 |                                                    |

## هجرة المثليين

### إلى البرازيل

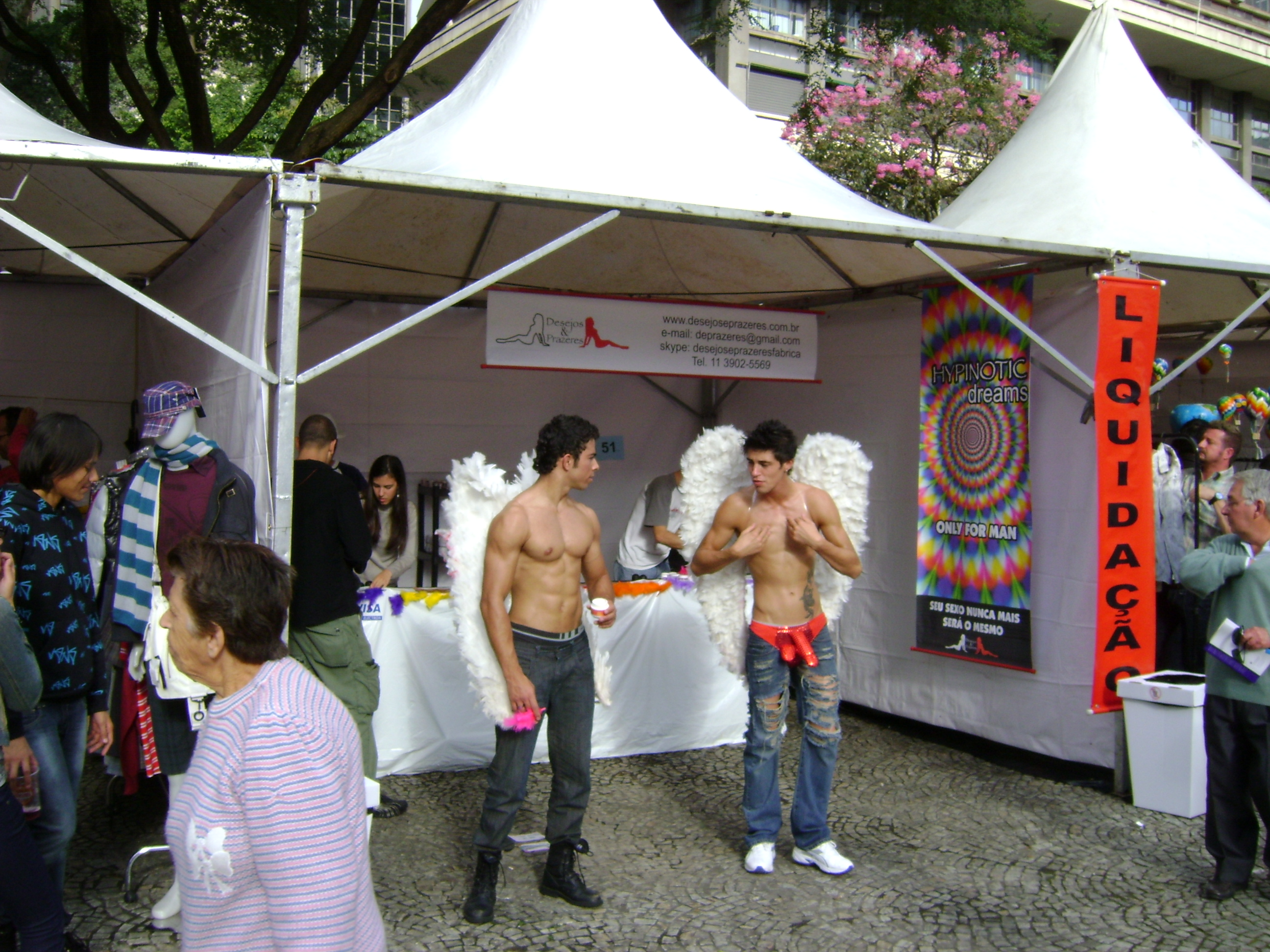
شريكان مثليان، خلال معرض المثليين الثقافي البرازيلي

أقر حكم مهم الصادر في 25 نوفمبر 2003 من قبل القاضية البرازيلية أنا كارولينا موروزوفسكي من المحكمة المدنية الخامسة في كوريتيبا في ولاية بارانا، بالعلاقة المثلية للناشط المثلي توني ريس مع المواطن البريطاني ديفيد إيان هاراد، الذي يمنح هاراد الإقامة الدائمة في البرازيل. بعد أسبوع، أصدر المجلس الوطني للهجرة القرار الإداري رقم 3 لعام 2003، والذي «يتخلى عن معايير منح تأشيرة مؤقتة أو دائمة، أو للإقامة الدائمة للشريك أو الشريكة، دون تمييز على أساس الجنس.»
في مدينة فلوريانوبوليس، منعت القاضية مارجوري كريستينا فرايبرغر ريبيرو دا سيلفا من المحكمة المدنية الأولى لإدارات الهجرة البرازيلية من ترحيل مواطنة إيطالية عاشت أكثر من عشر سنوات في علاقة مستقرة مع برازيلية مثلية. قالت القاضية إنها تعتقد أن «الاتحاد المثلي يخلق نفس الحقوق مثل الاتحاد بين الرجل والمرأة».
كانت البرازيل أول دولة في أمريكا اللاتينية تعترف بالاتحادات المثلية للحصول على استحقاقات الهجرة. على غرار البرازيل، حققت بلدان أخرى في أمريكا الجنوبية تقدماً كبيراً في الاعتراف بعلاقات المثليين، بما في ذلك حقوق الهجرة، على سبيل المثال، كولومبيا في عام 2009.
ومع ذلك، كانت الحكومة البرازيلية بطيئة في توصيل قنصلياتها فيما يتعلق بهذا القرار. وبالتالي، فإن العديد من الشركاء المثليين الذين سعوا إلى الانتقال إلى البرازيل للاستفادة من هذه السياسة الجديدة قد تركوا في حيرة من عدم وضوح الحكومة وعدم قدرتهم على الحصول على المزايا التي تهدف هذه السياسة إلى توفيرها. في فبراير 2004، في اجتماع مشترك في القنصلية البرازيلية في نيويورك، طلبت منظمتا «مساواة الهجرة» (بالإنجليزية: Immigration Equality)‏ و «مجموعة قوس قزح البرازيل» (بالإنجليزية: Brazil Rainbow Group)‏ من المسؤولين القنصليين توضيح إجراءات التقديم المتعلقة بسياسة الهجرة الجديدة. على الرغم من الارتباك المستمر، حصلت مجموعة قوس قزح البرازيلية على نسخ من القرار الإداري رقم 3 واللوائح المصاحبة التي توضح قواعد للشركاء المثليين ذوي الجنسيات الثنائية إذا كان أحد الشريكين مواطنًا برازيليًا.
| « | "يقول إريك دوران، المدير التنفيذي لمجموعة قوس البرازيلية، إنه لمن دواعي سرورنا أن نبلغ عن وجود إجراءات واضحة متاحة الآن للشركاء المثليين الذين يسعون للهجرة إلى البرازيل، ويضيف: نحن فخورون بأن البرازيليين ملتزمون بإنهاء التمييز ضد المثليين والمثليات كما اعترفت الحكومة أن مد الهجرة إلى الشركاء أو الأزواج المثليين من المواطنين البرازيليين مشروعة ويمنحها الدستور". | » |

### في البرازيل
تاريخياً، كانت هجرة المثليين جنسياً من أجزاء أخرى من البلاد إلى مدن أكبر ظاهرة شائعة، حتى أنها استبعدت العوامل الاقتصادية في البلدات والمدن الأصلية. تشمل العوامل التي تحرك هذه الهجرة تصور زيادة الحرية والاستقلال في المدن الكبيرة بالإضافة إلى العديد من خيارات الترفيه لهذه الديموغرافية. تتلقى مدن ساو باولو وريو دي جانيرو وسالفادور، وبرازيليا وبيلو هوريزونتي وريسيفي وبورتو أليغري وكوريتيبا وغيرها تدفقات كبيرة سنويًا.

## ظروف الحياة

### العنف المعادي للمثليين

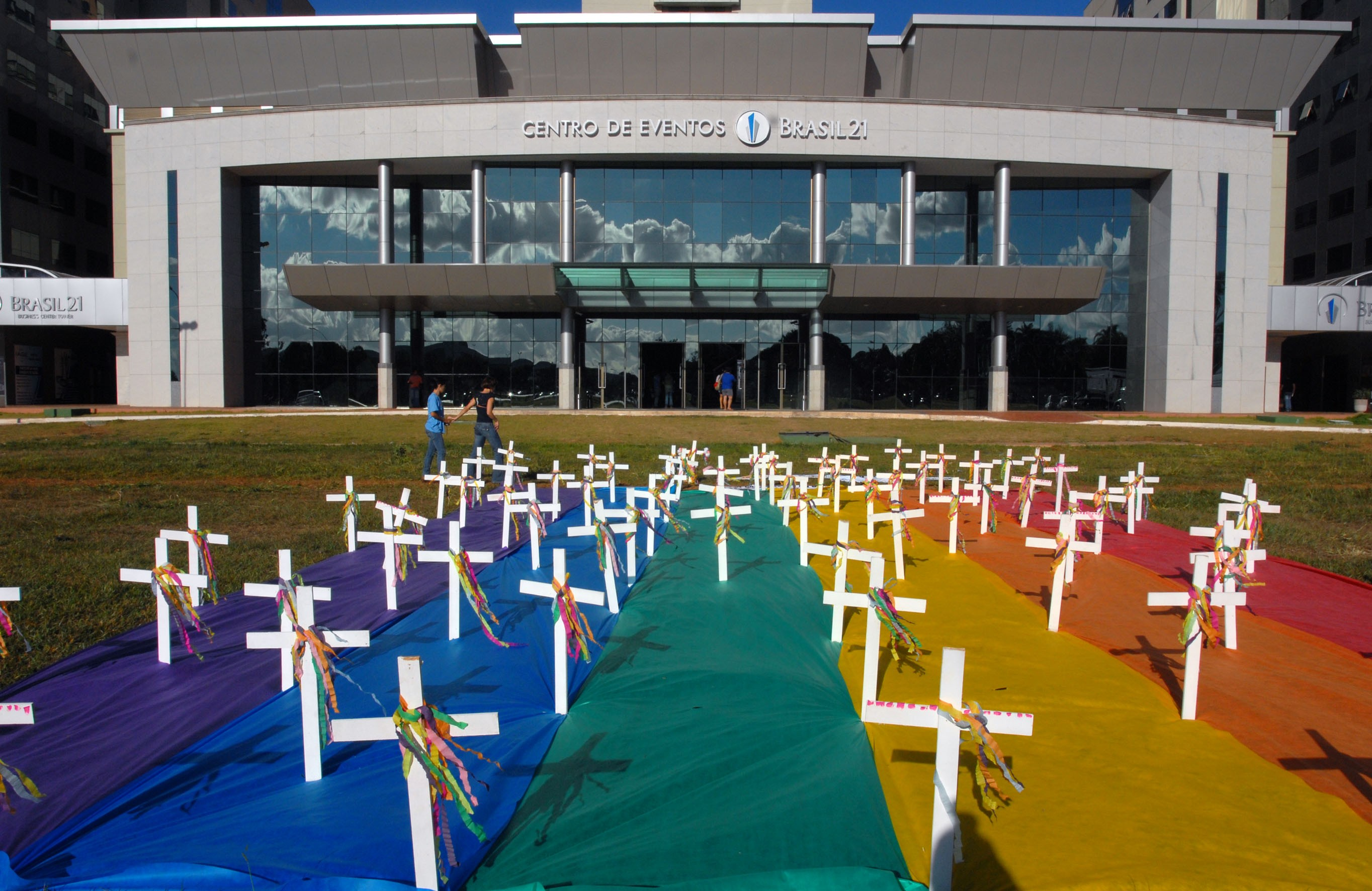
الصلبان التي تمثل القتلى على علم المثليين

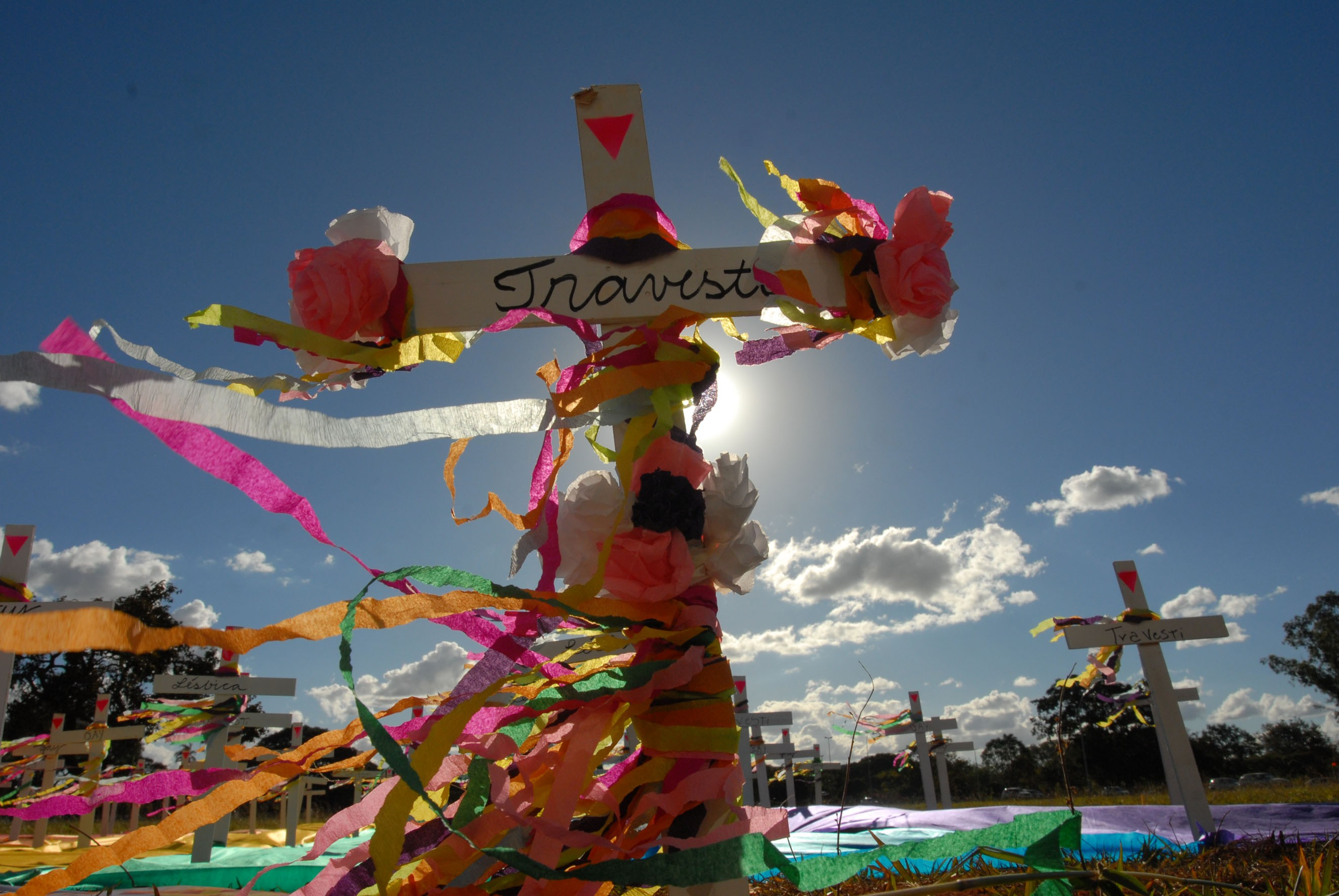
صليب يمثل ترافيستي

في عام 2004، أصدرت مجموعة المثليين في باهيا قائمة بأسماء 159 قتيلاً من مجتمع المثليين في ذلك العام. هناك أيضًا قائمة بأسماء الأشخاص الذين يُزعم أنهم عانوا من انتهاكات حقوق الإنسان في نفس العام. بعض الوفيات ناجمة مباشرة عن رهاب المثلية. في عام 2012، أيد 77% من البرازيليين التجريم الصريح لرهاب المثلية.
في منتصف عام 2006، أطلقت البرازيل «البرازيل ضد رهاب المثلية» (بالإنجليزية: Brazil Against Homophobia)‏، وهي حملة لمكافحة رهاب المثلية داخل البرازيل، بما في ذلك الإعلانات التلفزيونية واللوحات الإعلانية. وفقًا لمقال نشرته هيئة الإذاعة البريطانية عام 2007، يقدر النشطاء أنه بين عامي 1980 و 2006، قُتل حوالي 2680 شخصًا من مجتمع المثليين في البرازيل، ويعتقد أن الأغلبية قد قُتلوا بسبب توجههم الجنسي.
تم تصنيف البرازيل كواحدة من الدول التي يُقتل فيها معظم المثليين. وفقًا لتقرير «وباء الكره» (بالإنجليزية: "Epidimic of Hate")‏، الذي نشرته عام 1996 اللجنة الدولية لحقوق المثليين والمثليات، قُتل ما لا يقل عن 1200 شخص من المثليين والمثليات والترافيستي في البرازيل وحدها خلال عقد من الزمان. وفقًا لمجموعة المثليين في باهيا أكبر منظمة للمثليين وأكثرها نشاطًا في البرازيل، يتم قتل المثليين أو المثليات أو المتحولين جنسياً بوحشية كل يومين بسبب رهاب المثلية، مع ما مجموعه 130 في عام واحد وحده. وفقًا لإحصائيات مجموعة المثليين في باهيا، فإن 2% فقط من هذه الهجمات تقع ضد مثليات الجنس، لكن حملة «الحب لايعرف حدودا» (بالإنجليزية: "Love Sees No Borders")‏ يعتقد أن هذا الرقم قد تم التقليل من تقديره بشكل كبير لسببين رئيسيين. أولاً، لا يتم الإبلاغ عن نسبة كبيرة من الجرائم المتعلقة برهاب المثلية. ثانياً، يتم ارتكاب عدد كبير من جرائم الكراهية في البرازيل من قبل ضباط الشرطة، مما يزيد من عدد الأشخاص الذين لا يرغبون في الإبلاغ عن جريمة. علاوة على ذلك، فإن الوحشية ضد المثليات يمكن أن تتخذ شكل الاغتصاب التصحيحي. إذا تقدمت الضحية، فستكون التهمة اغتصابًا، وليست جريمة كراهية ضد المثليات.
التوجه الجنسي وجرائم الكراهية (بالبرتغالية: Sexualidade e Crimes de Ódio‏) التي انتجها فاغنر دي ألميدا وريتشارد باركر، هو أول فيلم وثائقي عن الأعمال الوحشية التي ترتكب ضد مجتمع المثليين في البرازيل. في رأي المخرجين، فإن جرائم الكراهية تأتي من شرائح مختلفة من المجتمع، وأن الكنيسة الكاثوليكية والجماعات الإنجيلية المتطرفة مسؤولة أيضًا عن تصاعد التعصب، عندما يحاربون بنشاط الحقوق المدنية لغير المغايرين. يعرض الفيلم الحياة في مدينة ريو دي جانيرو، حيث يقوم العديد من الجناة بقتل أفراد مجتمع المثليين دون عقاب. في الأشهر الأولى من عام 2008، كان هناك 45 جريمة قتل مسجلة رسميًا ضد المثليين؛ بعض الجرائم المدرجة كانت جرائم تشويه. وكان من بين الضحايا رجال ونساء مثليون ومثليات، ولكن أيضًا عدد كبير من المتحولين جنسياً.
تجدر الإشارة إلى أن الأرقام التي تنتجها مجموعة المثليين في باهيا يتم مناقشتها من حين لآخر على أساس أنها تشمل جميع جرائم قتل المثليين الذين يتم الإبلاغ عنهم في وسائل الإعلام - أي ليس فقط أولئك الذين يحفزهم التحيز ضد المثليين. ووصف رينالدو دي أزيفيدو، وهو كاتب عمود في مجلة فيغا اليمينية، وهي المجلة الأسبوعية الأكثر قراءة في البرازيل، منهجية مجموعة المثليين في باهيا بأنها «غير علمية» بناءً على الاعتراض المذكور أعلاه.
قررت مدونة للمثليين البرازيليين حققت في عدد من جرائم قتل المثليين الذين تم الإبلاغ عنهم في وسائل الإعلام - بما في ذلك بعض الجرائم التي يستخدمها مجموعة المثليين في باهيا في تقريرها الإحصائي الوطني - أن غالبية جرائم القتل من العينة التي اختاروها ارتكبها شركاء الضحايا أو أولئك الذين كانوا متورطين جنسيا معهم (مثل البغايا الذكور)، مع قتل البعض الآخر بسبب الديون غير المسددة مع العصابات المتورطة في الاتجار بالمخدرات. انتقدت المدونة أيضًا مجموعة المثليين في باهيا لعدم نشرها أسماء جميع الضحايا الذين تتضمنهم مجموعة المثليين في باهيا في تقريرها لحساب معدل القتل حتى يمكن تقييم دوافع الجرائم بشكل مستقل.
وفقا لمجموعة المثليين في باهيا قُتل 343 شخصًا من المثليين في البرازيل في عام 2016، و 387 في عام 2017، و 420 في عام 2018. وكانت هذه زيادة مقارنة بعام 2001 (130 جريمة قتل) و 2008 (187 جريمة قتل). من بين 420 ضحية في عام 2018، كان 39% من الرجال المثليين، و 36% من المتحولين جنسيا، و 12% من النساء المثليات و 2% من مزدوجي التوجه الجنسي. عند تقسيمهم حسب البشرة، كان 213 من البيض (58.4%)، و 107 من المستيزو (29.3%) و 45 كانوا من السود (12.3%). كانت الأسلحة النارية أكثر الأدوات المستخدمة في هذه الجرائم. سجلت المناطق الشمالية والوسطى الغربية من البرازيل معظم حالات القتل، حيث سجلت ولاية ألاغواس أعلى نسبة من جرائم القتل.
وفقًا لجمعية المتحولين جنسيا في أوروبا، يوجد بالبرازيل أكبر عدد من جرائم قتل الأشخاص المتحولين جنسيا، حيث تم قتل 900 شخص متحول جنسيا بين عامي 2008 و 2016، بعيدا جدا عن المكسيك (271)، أي ما يقرب من نصف عمليات القتل المسجلة في العالم والتي بلغت 2,264.

## السياسة

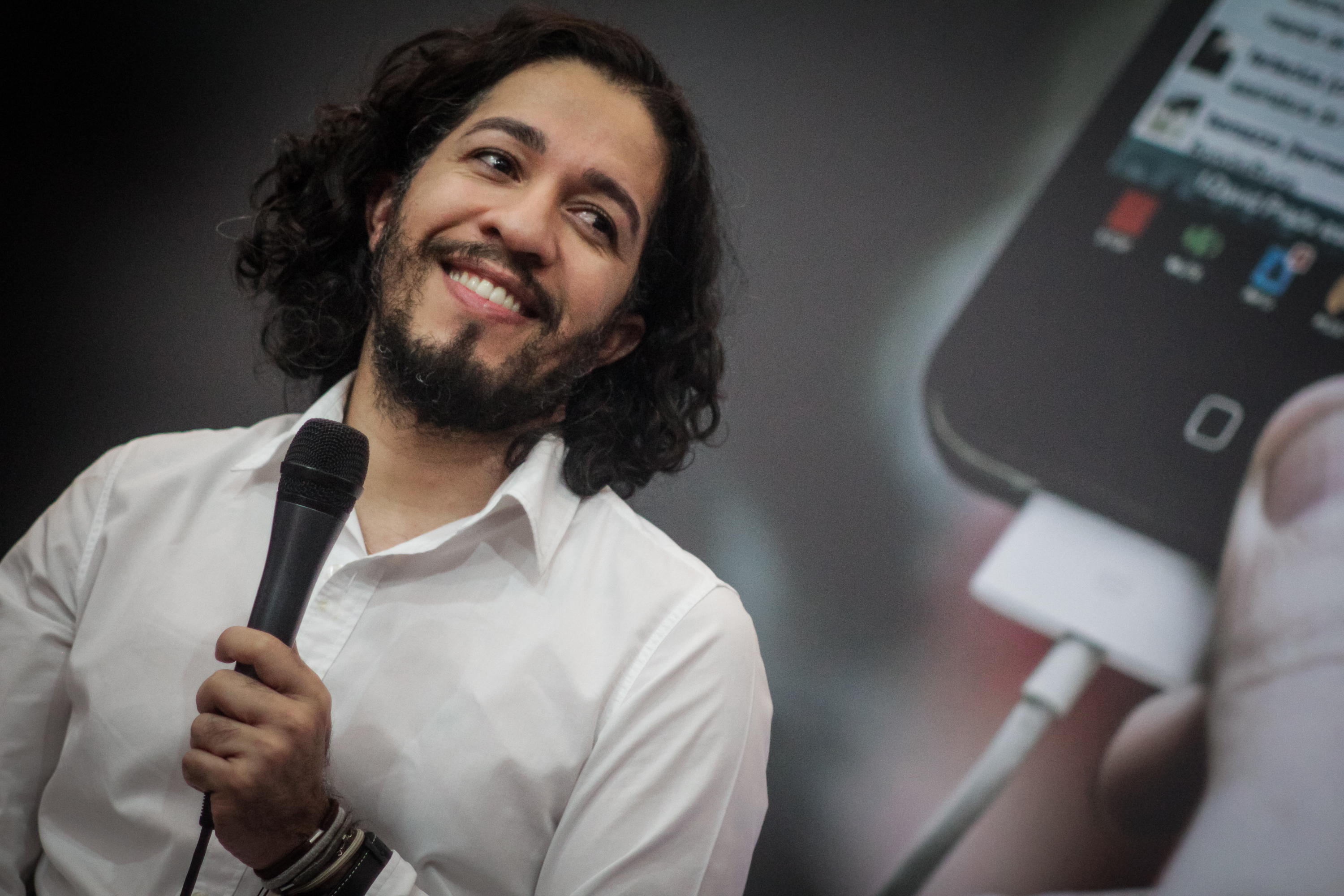
جان ويليس، وهو نائب سابق في الكونغرس مثلي الجنس، وأحد أبرز دعاة قضية المثليين في البرازيل

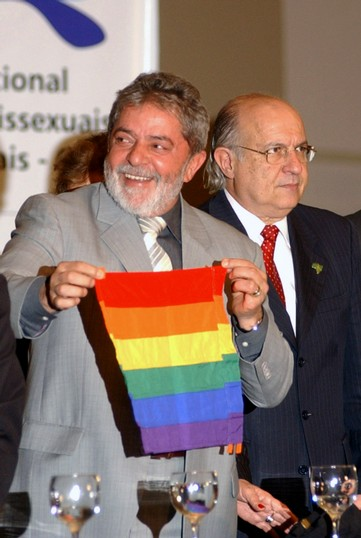
الرئيس السابق لولا يحمل علم المثليين

هناك العديد من الأحزاب السياسية المؤيدة للمثليين في البرازيل. الأكثر تأثيرا هي الاشتراكية وحزب الحرية، وحزب العمال والحزب الشيوعي البرازيلي. السياسيين المؤيدين لمجتمع المثليين الأكثر تأثيرا في البرازيل ومارتا سوبليسي سميث، ادواردو سوبليسي وجان ويليس. خلال الانتخابات الرئاسية لعام 2010 في البرازيل، كان جميع المرشحين الخمسة للرئاسة مؤيدين للاتحادات المدنية المثلية، بما في ذلك الرئيسة المنتخبة ديلما روسيف.
في عام 2010، كان هناك 190 مرشحًا سياسيًا وقعوا على الرابطة البرازيلية للمثليين والمثليات ومزدوجي التوجه الجنسي والمتحولين جنسيا (بالبرتغالية: Associação Brasileira de Gays, Lésbicas, Bissexuais, Travestis e Transexuais‏) «إعلان التزام». وكان من بين هؤلاء المنتخبين حاكم واحد، وعضو واحد في مجلس الشيوخ، و 17 من أعضاء/عضوات في الكونغرس، و 25 من ممثلي الولايات.
بعد القضاء البرازيلي، ضمنت السلطة التنفيذية البرازيلية العديد من الحقوق للبرازيليين من مجتمع المثليين، مثل استحقاقات المعاشات التقاعدية للضمان الاجتماعي التي يتلقاها الشركاء المغايرون، إنشاء مجلس المثليين الفيدرالي؛ زيارات السجن الزوجية من قبل الأزواج والشركاء المثليين؛ نفس مزايا ضريبة الدخل التي يحصل عليها الأزواج المغايرون؛ اعتراف الحكومة الفيدرالية بزواج المثليين أو الاتحادات المدنية المثلية لأغراض الهجرة؛ الفوائد الصحية للشركاء المثليين وخطط الصحة الإلزامية في البلاد؛ وللأفراد المثليين والمثليات ومزدوجي التوجه الجنسي والمتحولين جنسيا مكانة خاصة في السجون البرازيلية، منفصلة عن السجناء الآخرين. للمتحولين جنسيا الحق في أن يتم تسميتهم بالاسم الاجتماعي وليس بالاسم الذي ولدوا به ولا يتم تحويلهم إلى سجون النساء. من حق الأشخاص من مجتمع المثليين في السجون أيضًا اختيار الملابس الرجالية أو النسائية.
كانت إحدى المرشحات لمجلس مدينة سالفادور، ثالث أكبر مدينة في البرازيل، ليو كريت (عن الحزب الجمهوري البرازيلي - عن باهيا)، وهي راقصة ترافيستي في والتي كانت المرشحة الأكثر حصولا على الأصوات. عندما تولت منصبها، تحدت قواعد اللباس واصرت على أن خزانة ملابسها ستكون أنثوية تمامًا وأصرت على استخدام مرحاض النساء. حصلت ليو كريت على 12,861 صوتًا في المدينة في الانتخابات البلدية لعام 2008. في يوم الانتخابات، قالت إنها ستدافع عن حقوق المثليين. لديها تطلعات لأن تصبح رئيسة للبرازيل يومًا ما.
سعى مويسر سيليا، مصففة شعر متحولة جنسياً، إلى إعادة انتخابه عضواً في مجلس مدينة نوفا فينيسيا، في شمال ولاية إسبريتو سانتو، ممثلة للحزب الجمهوري البرازيلي. كانت بالفعل رئيسة مجلس النواب في مناسبتين.
قام الرئيس جايير بولسونارو، والذي انتخب لرئاسة البرازيلية في أكتوبر 2018، بعدة تصريحات مثيرة للجدل معادية للمثليين. وصرح «بولسونارو»، «بأنه يعترف بكونه معاديا للمثليين»، وبإنه يفضل أن يكون لديه ابن ميت بدلاً من أن يكون لديه ابن مثلي الجنس.
في أكتوبر، في أعقاب الانتخابات العامة البرازيلية 2018، تم انتخاب فابيانو كونتاراتو كأول سناتور مثلي الجنس علنا وإريكا مالونغوينو كأول نائبة متحولة جنسيا. في 1 فبراير 2019، قام ديفيد ميراندا، وهو نائب مثلي الجنس أسمر البشرة، بأخذ مكان النائب المثلي جان ويليس، بعد أن أعلن ويليس في يناير 2019 أنه غادر البلاد بسبب تهديدات بالقتل. كانت هذه هي المرة الأولى التي يتم فيها استبدال نائب مثلي بنائب مثلي آخر في البرازيل.

### خطة ومؤتمر المثليين

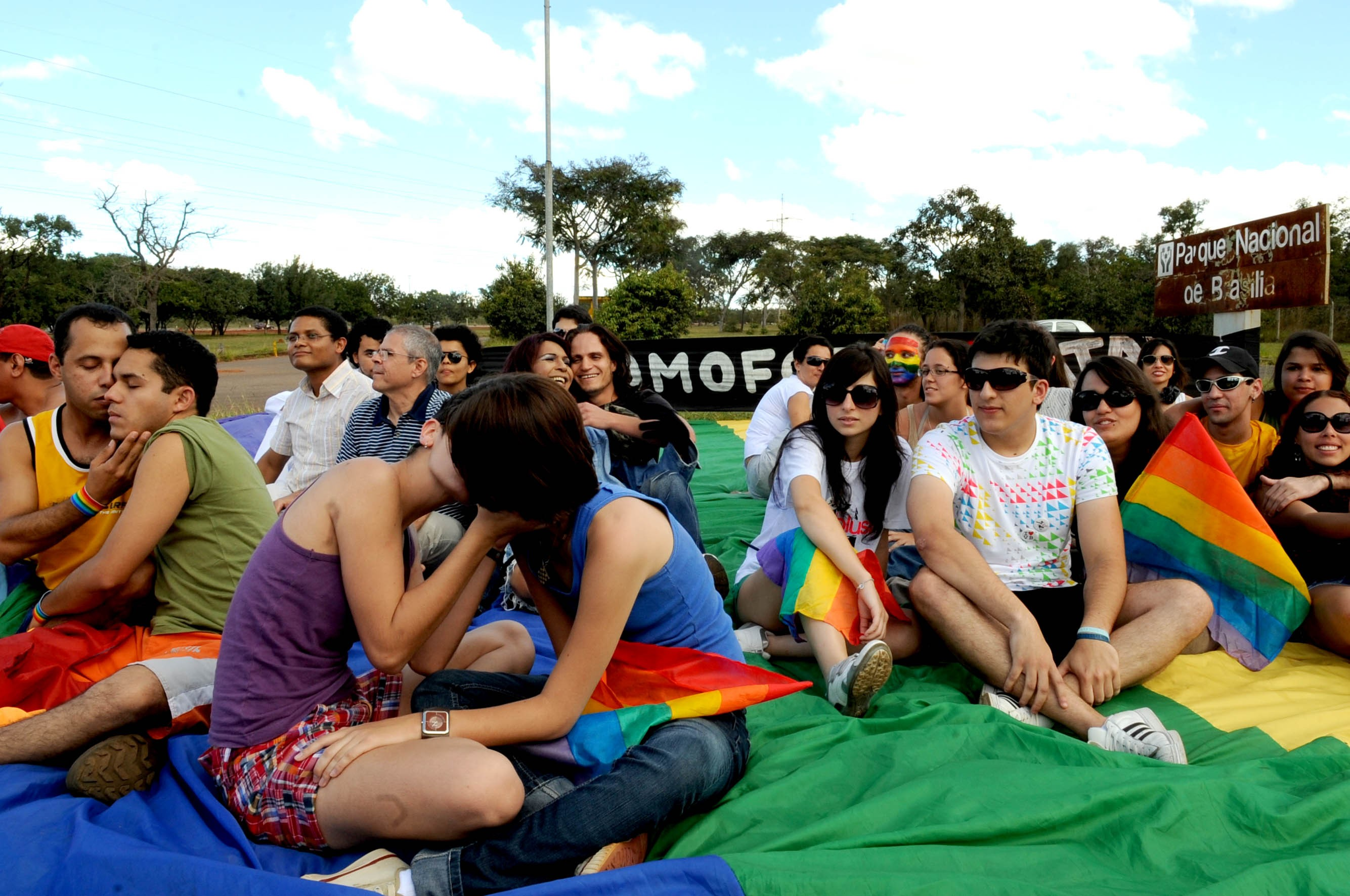
احتجاج لمكافحة التمييز ضد مجتمع المثليين خلال مؤتمر المثليين في عام 2008

#### الخطة
أصدرت الحكومة الفيدرالية للبرازيل في عام 2009 الخطة الوطنية لتعزيز المواطنة وحقوق الإنسان للمواطنين من مجتمع المثليين (بالبرتغالية: "Plano Nacional de Promoção da Cidadania e Direitos Humanos de LGBT"‏)، وهي خطة وطنية رائدة لتعزيز حقوق المثليين والمثليات ومزدوجي التوجه والمتحولين جنسيا.
قد تلعب الخطة أيضًا دورًا مهمًا في الموافقة على قانون يجرم أفعال رهاب المثلية. تتكون الخطة من 51 سياسة رئيسية تم تطويرها في يونيو 2008 في المؤتمر الوطني للمثليين. وتشمل:
- تقنين حقوق التبني من قبل الأزواج والشركاء المثليين،
- المساواة في الحقوق المدنية للأزواج والشركاء المثليين؛
- تطوير برنامج تعليمي للتنوع الجنسي في مناهج ضباط الجيش والشرطة؛
- مراجعة القيود الحالية للمثليين جنسيا للتبرع بالدم؛
- الحق في تغيير الاسم والجنس تلقائيًا دون الحاجة إلى رفع دعوى في حالة الأفراد المتحولين جنسياً ؛
- تقييم البرامج التلفزيونية التي تحتوي على محتوى رهاب المثلية على أنها غير مناسبة للأطفال والمراهقين؛
- إضافة العائلات المثلية كموضوع للكتب التعليمية.

#### المؤتمر
تم إطلاق المؤتمر الوطني الأول لمجتمع المثليين في عام 2008 من قبل الحكومة البرازيلية، في العاصمة الفيدرالية برازيليا. يعد هذا الحدث، الأول من نوعه في العالم الذي تعقده الحكومة ، نتيجة لمطالب المجتمع المدني ودعم الحكومة البرازيلية لحقوق المثليين. اعتمد المؤتمر موضوع «حقوق الإنسان والسياسات العامة: الطريق إلى الأمام لضمان جنسية مجتمع المثليين والمثليات ومزدوجي التوجه الجنسي والترافيستي والمتحولين جنسياً».
خلال المؤتمر، تم تحديد السياسات العامة لهذه الشريحة من السكان، وتم إعداد خطة وطنية لتعزيز المواطنة للافراد من مجتمع وحقوق الإنسان. تم إجراء تقييم لبرنامج الحكومة الفيدرالية لعام 2004، برنامج «البرازيل بدون رهاب المثلية» لمكافحة العنف والتمييز ضد المثليين.
تزامن عقد المؤتمر مع الاحتفال بالذكرى السنوية الستين للإعلان العالمي لحقوق الإنسان، وأكد من جديد التزام الحكومة الفيدرالية بقضية حقوق الإنسان لمجتمع المثليين. رحبت مارتا سوبليسي، وزيرة السياحة سلبقا ومؤيدة كبيرة لحقوق المثليين، بهذه المبادرة. «أخيرًا، بعد عدة سنوات، تمكنا أخيرًا من عقد هذا المؤتمر. إنه تقدم كبير للبرازيل». كان مؤتمر المثليين بالنسبة لوزير العدل ، تارسو غينرو مظاهرة لاحترام الحالة الإنسانية. وأعلن أن «أجندة حقوق الإنسان التي لا تفكر في هذه القضية أجندة غير مكتملة». حضر الحفل أيضا وزير الإدارة الخاصة لحقوق الإنسان باولو فانوتشي. السناتورة فاطمة كلايد من الجبهة البرلمانية للحصول على الجنسية لمجتمع المثليين. وزير إدارة سياسات المساواة العرقية، إدسون سانتوس؛ وزيرة الإدارة الخاصة لسياسات المرأة، نيلكيا فرايري، ومديري البرنامج الوطني للأمراض المنقولة عن طريق الاتصال الجنسي والإيدز، ماريانغيلا سيماو وإدواردو باربوسا.
انعقد المؤتمر بموجب مرسوم صادر عن الرئيس البرازيلي لويس إيناسيو لولا دا سيلفا، ونشر في الجريدة الرسمية الاتحادية. شارك ما يقرب من 700 مندوب بمشاركة 60% من المجتمع المدني ومشاركة حكومية بنسبة 40%. كان هناك 300 مراقب آخر. تعاونت 16 وزارة في عملية صياغة وثيقة النص الأساسي حول السياسات العامة التي نوقشت خلال الحدث.
قبل انعقاد المؤتمر الوطني، عقدت مؤتمرات في 27 ولاية برازيلية، عقدها حكام الولايات، من أجل وضع مقترحات تكميلية لوثيقة السياسة الوطنية، وتحديد السياسات على مستوى الولاية وانتخاب المندوبين إلى المؤتمر الوطني. تم عقد أكثر من 100 مؤتمر على مستوى البلديات.

## الدين وحقوق المثليين
تعتبر البرازيل دولة علمانية، يوجد فيها فصل بين الكنيسة والدولة. الدين الأكثر انتشارا في البلاد هو الكاثوليكية.
تعلم الكنيسة الكاثوليكية أن الأفعال الجنسية المثلية مضطربة وغير أخلاقية، لكن بعض الأساقفة التقدميين في البرازيل يجدون صعوبة في قول ذلك علنًا. تشغل العديد من الكنائس البروتستانتية نفس الموقف الأساسي للكنيسة الكاثوليكية. في الطوائف البروتستانتية الليبرالية الرئيسية، هناك جهد لتجنب إدانة الكتاب المقدس للمثلية الجنسية.
وبينما تلتزم معظم الكنائس المحافظة بالصمت حيال هذه القضية، شهدت البرازيل نمو كنائس صديقة للمثليين مثل كنيسة ميتروبوليتان المجتمعية، وهي طائفة نشأت في الولايات المتحدة. بصرف النظر عن المتدينين، كان الرفض الأخلاقي للمثلية الجنسية نادر الحدوث، بسبب الضغوط الاجتماعية التي تدين التحامل ورهاب المثلية.
بين الإنجيليين، هناك بعض الحملات للوصول إلى الرجال والنساء المثليين والمثليات.
«الحركة الاجتماعية من أجل توجه جنسي صحي» (بالإنجليزية: "Movimento pela Sexualidade Sadia")‏، وهي مجموعة إنجيلية يرأسها مثلي الجنس سابق، تقود الجهود الرامية إلى التبشير في مسيرات المثليين، والتحدث عن المسيحية للمشاركين وتقديم منشورات تتضمن شهادات للمثليين السابقين والمثليات السابقات.
قد يكون هناك عامل ديني في المثلية الجنسية البرازيلية. تتبع أقلية من سكان البرازيل ديانة كاندومبليه والديانات الأفرو برازيلية الأخرى (على غرار سانتيريا)، حيث المثلية الجنسية شائع. للمقارنة، هناك حوالي 19,000 أبرشية كاثوليكية معترف بها في البرازيل. من المفترض أن يصل عدد المعابد غير الرسمية لديانة كاندومبليه إلى حوالي 12,000 في ريو دي جانيرو وحدها. في ديانة كاندومبليه، العديد من الكهنة والكاهنات هم مثليون جنسيا.
لويز موت، زعيم حركة المثليين في البرازيل ، يتبع بشدة ديانة كاندومبليه. يلجأ العديد من البرازيليين المشهورين إلى الديانات الأفرو برازيلية بحثًا عن المعجزات لحل المشكلات الشخصية أو العائلية. حتى الرئيس السابق فيرناندو أنريك كاردوسو، رغم كونه ماركسي وملحدا، كان يتعاطف مع طقوس ديانة كاندموبليه وأحيانًا يزور معابدها. هناك أقلية أخرى من سكان البرازيل المثليين تتبع لمجموعات وثنية بديلة، مثل الويكا، حيث يتم قبول المثلية الجنسية أيضًا.
في يونيو 2018، صوّت السينودس العام للكنيسة الأسقفية الإنجيلية في البرازيل على تغيير قانون الزواج الخاص بها للسماح للأزواج المثليين بالزواج.

### المعارضة
إن المعارضين الرئيسيين للتقدم في حركة حقوق المثليين في البرازيل كانوا بشكل عام محافظين. الدين هو السبب الأكثر ذكرًا لمعارضة حقوق المثليين. على الصعيد الإقليمي، كانت معارضة حركة حقوق المثليين الأقوى في المناطق الداخلية الريفية.
كما يحاول السياسيون الكاثوليك والإنجيليون مواجهة حقوق المثليين من خلال طرح مشاريع القوانين. من بينها: مشروع القانون 2279/03 الذي قدمه النائب إيليمار داماسينو، والذي سعى إلى حظر التقبيل العام بين الأشخاص المثليين. مشروع قانون 2177/03، من تأليف النائب نوكيمار فراغا، كان من شأنه أن يخلق برنامج مساعدة لإعادة التوجيه الجنسي للأشخاص الذين يختارون طواعية تغيير توجههم الجنسي من المثلية الجنسية إلى المغايرة الجنسية.
قدم نائب مجلس الولاية إدينو فونسيكا، وزير حكومة تابع للجماعة الدينية «جمعيات الرب»، مشروع قانون في الهيئة التشريعية لولاية ريو دي جانيرو لإنشاء خدمات اجتماعية لدعم الرجال والنساء الراغبين في ترك المثلية الجنسية. كما قدم مشروع قانون لحماية المجموعات الإنجيلية التي تقدم المساعدة إلى هؤلاء الرجال والنساء من التمييز والمضايقة. واجه مشروع القانون الأخير معارضة شديدة كذلك. تقول: «لا يعتبر أي إفشاء للمعلومات حول إمكانية الدعم و/أو إمكانية إعادة التوجيه الجنسي للمثليين بمثابة تحيز».
لم يتم تشريع أي من هذه القوانين.

## ثقافة المثليين البرازيلية

### مسيرات فخر المثليين

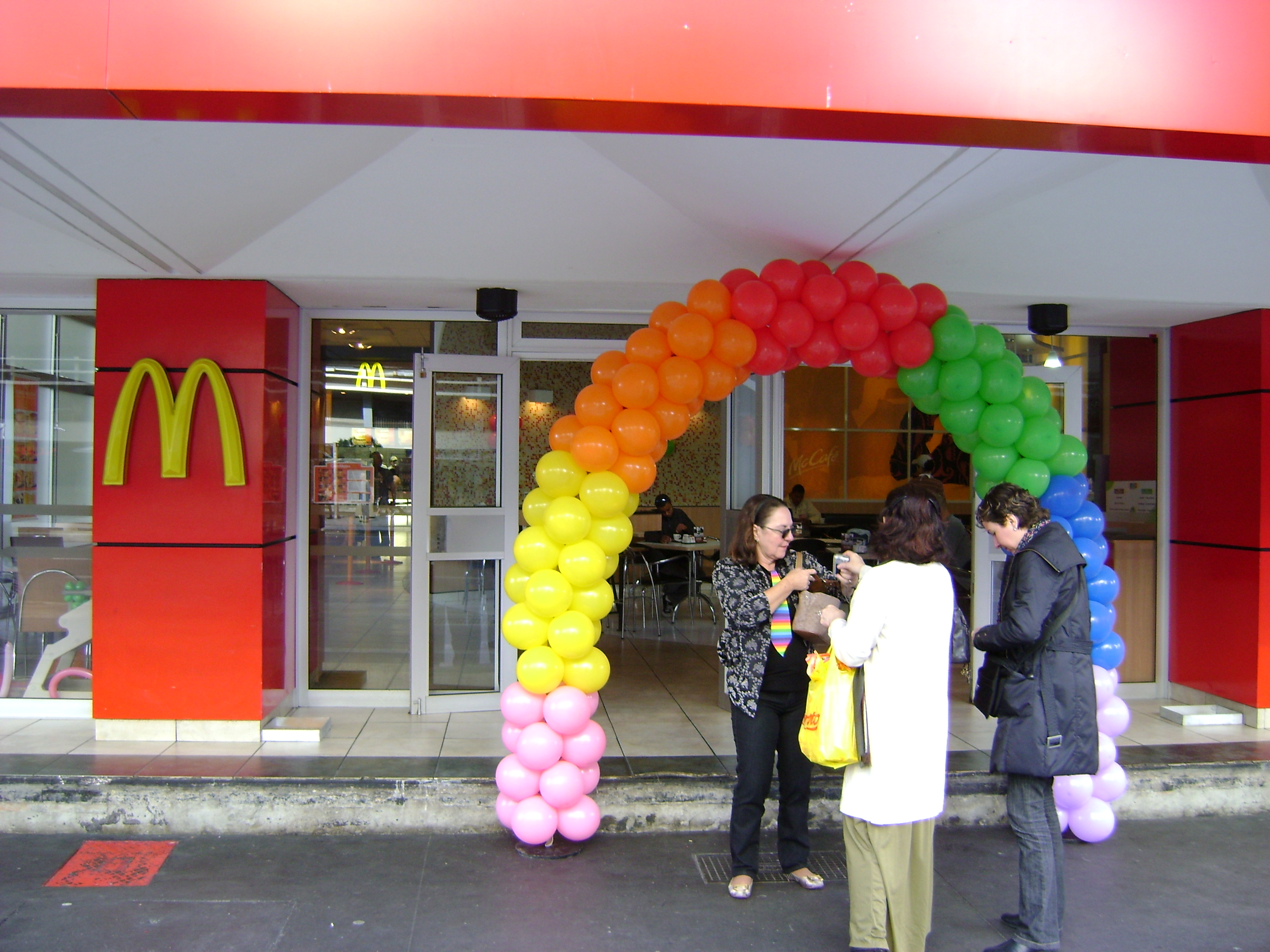
ماكدونالدز البرازيلية تحتفل بحقوق المثليين

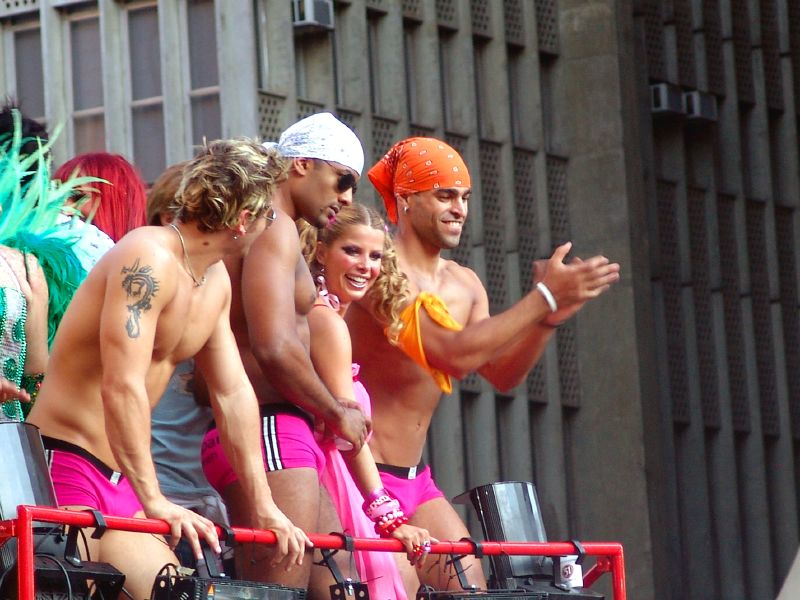
الممثلة البرازيلية كارينا باتشي تحتفل في عرض فخر مع أولاد راقصين

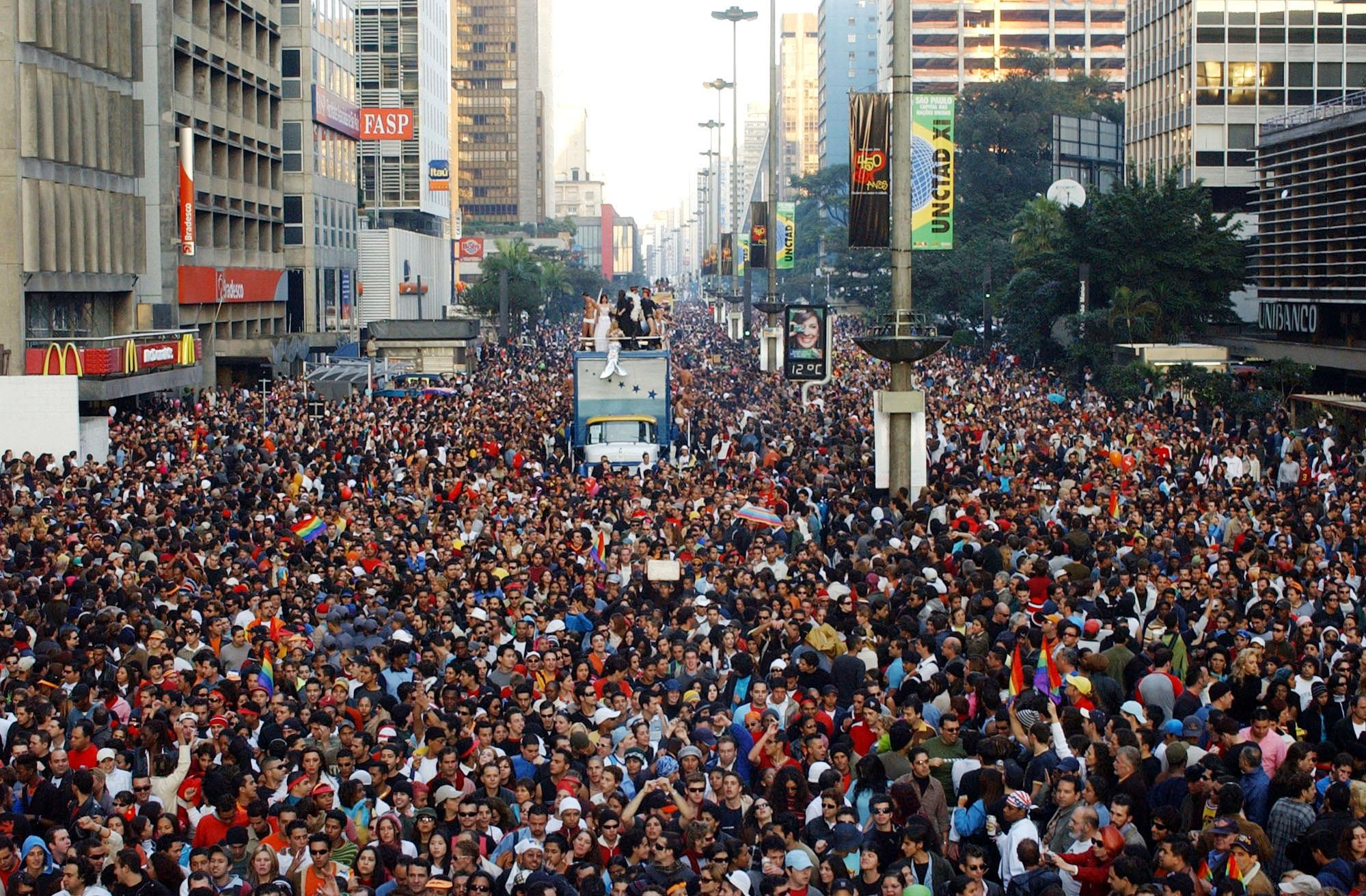
الملايين من الناس خلال مسيرة فخر ساو باولو للمثليين 2004

تعد مسيرة فخر ساو باولو للمثليين أحد أكبر الأحداث من نوعها في العالم، إن لم يكن الأكبر. كما أنها واحدة من الأحداث السياحية الرئيسية في ساو باولو. يحظى الحدث بدعم رسمي من حكومة مدينة ساو باولو. يحدث العرض سنويًا، عادة في شهر يونيو. في بداية فصل الشتاء البرازيلي ، حيث تكون درجات الحرارة منخفضة، ولكن الأمطار نادرة. تم تنظيم مسيرة فخر ساو باولو للمثليين (بالبرتغالية: Parada do Orgulho GLBT de São Paulo‏) منذ عام 1997، وذلك بهدف إبراز الأشخاص من مجتمع المثليين وتشجيع وضع سياسات عامة للمثليين والمثليات ومزدوجي التوجه الجنسي والترافيستي والمتحولين جنسياً.وتتمثل الاستراتيجية الرئيسية في شغل الأماكن العامة حتى يتسنى إجراء تبادل فعال للخبرات، وزيادة احترام الذات لمجتمع المثليين وتوعية المجتمع تجاه التسامح وقبول الاختلافات. أثناء المسيرة، يتحد الأشخاص المثليون والمثليات الجنس ومزدوجو التوجه الجنسي والمتحولين جنسياً في بناء الجسور وضمان وفرة حقوقهم.
تمت إضافة المزيد من الأنشطة إلى الحدث، مثل دائرة المناقشات، ومعرض المثليين الثقافي، وجائزة الجنسية فيما يتعلق بالتنوع، ويوم المثليين الناجح، الذي يحدث يوم السبت قبل العرض الرئيسي. يعد المعرض الثقافي جزءًا من مسيرة الفخر منذ عام 2001. وقد اعترف «مؤسسة مسيرة فخر ساو باولو للمثليين» (بالبرتغالية: Associação da Parada do Orgulho GLBT de São Paulo‏) بمبادرات سياسية وثقافية تقدر جنسية مجتمع المثليين، كل عام منذ عام 2001.
إلى جانب فخر ساو باولو، تنظم العديد من المدن البرازيلية الأخرى مسيرات المثليين الخاصة بهم، وخاصة في عواصم الولايات، مثل ريو دي جانيرو مع حضور حوالي 1.5 مليون شخص، وسالفادور مع حضور حوالي 800,000 شخص.

## ملخص

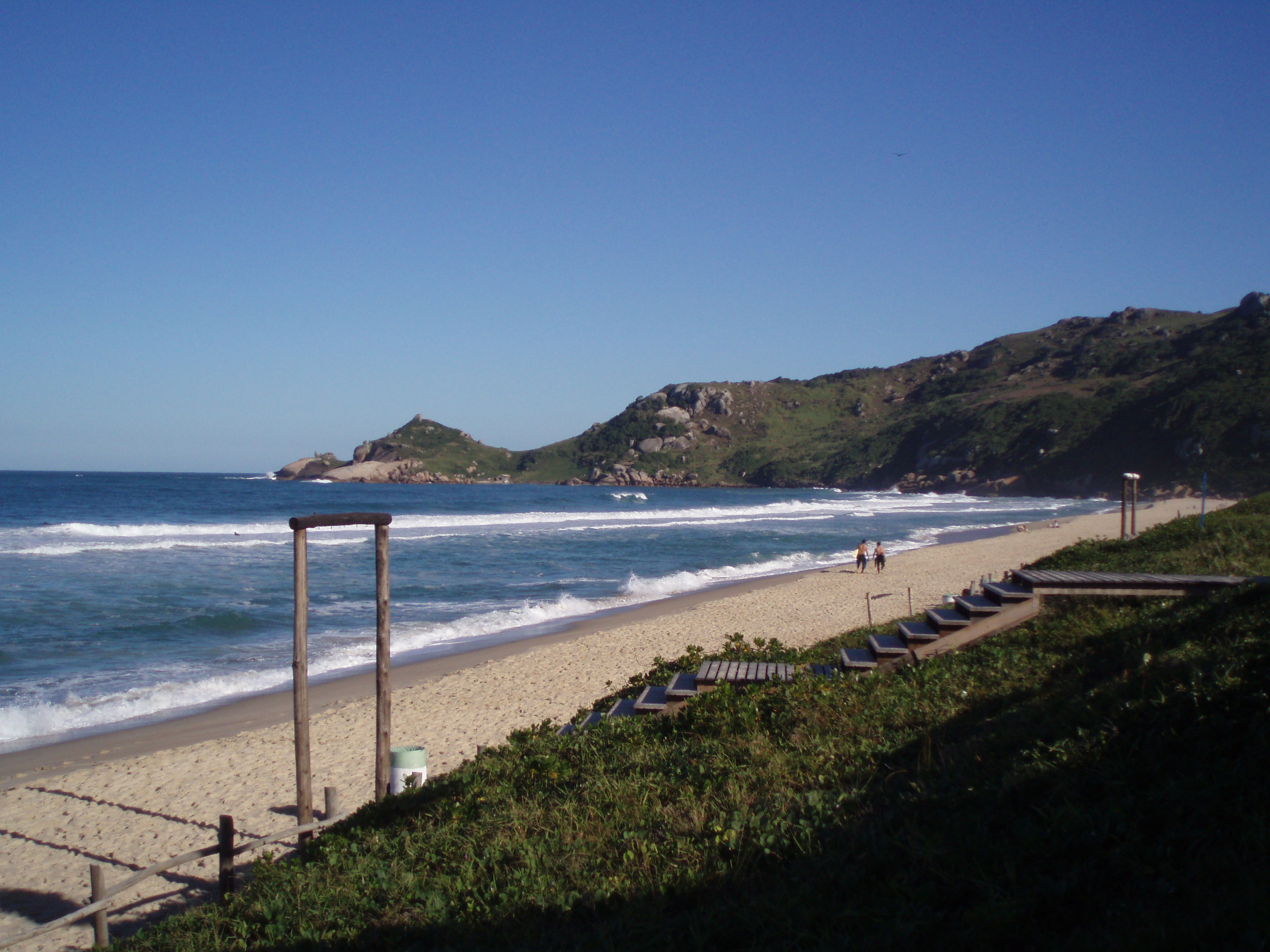
منظر لشاطئ مولي، شاطئ للمثليين في مدينة فلوريانوبوليس

| قانونية النشاط الجنسي المثلي                                                                  | (منذ عام 1830)                                                         |
| المساواة في السن القانوني للنشاط الجنسي                                                       | Yes                                                                    |
| قوانين مكافحة التمييز في التوظيف                                                              | (منذ عام 2011)1                                                        |
| قوانين مكافحة التمييز في توفير السلع والخدمات                                                 | (منذ عام 2011)1                                                        |
| قوانين مكافحة التمييز في جميع المجالات الأخرى (تتضمن التمييز غير المباشر، خطاب الكراهية)      | (منذ عام 2011)1                                                        |
| قوانين مكافحة أشكال التمييز المعنية بالهوية الجندرية                                          | (منذ عام 2019)1                                                        |
| زواج المثليين                                                                                 | (منذ عام 2012، على نطاق وطني منذ عام 2013)                             |
| الاعتراف القانوني بالعلاقات المثلية                                                           | (منذ عام 2011)                                                         |
| تبني أحد الشريكين للطفل البيولوجي للشريك الآخر                                                | (منذ عام 2010)                                                         |
| التبني المشترك للأزواج المثليين                                                               | (منذ عام 2010)                                                         |
| يسمح للمثليين والمثليات ومزدوجي التوجه الجنسي والمتحولين جنسيا بالخدمة علناً في القوات المسلحة | Yes                                                                    |
| الحق بتغيير الجنس القانوني                                                                    | (منذ عام 2009)                                                         |
| علاج التحويل محظور على القاصرين                                                               | (منذ عام 1999)                                                         |
| إلغاء تصنيف المثلية الجنسية كمرض                                                              | (منذ عام 1999)                                                         |
| الحصول على أطفال أنابيب للمثليات                                                              | (منذ عام 2011)                                                         |
| الأمومة التلقائية للطفل بعد الولادة                                                           | Yes                                                                    |
| تأجير الأرحام التجاري للأزواج المثليين من الذكور                                              | / (تأجير الارحام التجاري غير قانوني، تأجير الأرحام غير التجاري قانوني) |
| السماح للرجال الذين مارسوا الجنس الشرجي التبرع بالدم                                          | / (بعد فترة تأجيلية لمدة عام واحد)                                     |